# Église Notre-Dame de Kernascléden
La chapelle Notre-Dame, devenue église Notre-Dame en 1908, est un lieu de culte catholique du milieu du XVe siècle, situé à Kernascléden, dans le Morbihan, en France. Elle est considérée comme une réussite majeure de l'art gothique flamboyant de Bretagne. Arthur de La Borderie voit en elle un « joyau », la « reine des chapelles bretonnes », et, dans ses peintures murales, « les plus belles de Bretagne ».

## Localisation
La chapelle est bâtie dans un lieu éloigné de tout centre urbain important, à la lisière de la forêt de Pontcallec. Devenue église, elle est aujourd'hui située dans le département français du Morbihan, dans la commune de Kernascléden, au chef-lieu de celle-ci, sur la route départementale 782 qui mène du Faouët à Guémené-sur-Scorff.

## Historique

### L'ancienne chapelle
L'édifice du XVe siècle aurait, selon Arthur de La Borderie, remplacé une chapelle plus ancienne, bâtie au même endroit, sur un terrain donné par les ancêtres d'Alain IX de Rohan. Celle-ci est mentionnée en 1430 dans une bulle peu claire du pape Martin V approuvant le projet d'Alain IX d'y établir deux chapelains.
Alain IX, en outre, offre un terrain pour la construction d'un « hôpital » de chapelle, au sens breton du terme, c'est-à-dire d'une maison d'accueil pour les pèlerins pauvres ou handicapés. La Borderie en déduit qu'en 1430 l'ancienne chapelle est un lieu de pèlerinage important.

### Construction de la chapelle duXVesiècle
On estime que la construction de la nouvelle chapelle a commencé un peu plus tôt, dès les années 1420, à l'initiative du vicomte Alain VIII de Rohan (1355-1429) et de son épouse Béatrix de Clisson. L'édifice est en effet doté en 1428 dans le testament de Marguerite de Bretagne, fille du duc de Bretagne Jean IV et femme d'Alain IX (vicomte de Rohan de 1429 à 1462). La Bretagne vit alors une période de prospérité économique.
La nef et le transept semblent construits en premier. On observe, à la clé de voûte de la croisée du transept, les armes du duc de Bretagne Jean V et de sa femme Jeanne de France, fille de Charles VI. Jeanne est morte en 1433, ce qui donne une idée de l'avancement des travaux à cette date.
Le chœur paraît plus récent que la nef et le transept. Les clés de voûte de ses trois travées fournissent quelques indications. On y voit :
- dans la travée ouest, les armes de Louis II de Rohan-Guémené, qui succède en 1457 à Louis Ier[11] ;
- dans la travée médiane, celles du fils d'Alain IX, Jean II[11], vicomte de Rohan de 1461 à 1516 ;
- dans la travée est, celles de François II[11], devenu duc de Bretagne en 1458.

En 1448, à court d'argent, Alain IX hypothèque au profit de son cousin Louis Ier de Rohan-Guéméné une châtellenie dont relève la chapelle. Paul Deschamps estime que la construction du chœur ne commence pas avant cette date.
Sur le mur du bas-côté nord du chœur figure une inscription qui nous apprend que la chapelle est dédiée à la Vierge le 2 septembre 1453 par Yves de Pontsal, évêque de Vannes ; et qu'en 1464 les voûtes sont achevées par les soins de P. et J. Le Bail. « Le nom de l'architecte de cette élégante chapelle est donc inconnu, déplore Eugène Lefèvre-Pontalis, car les frères Le Bail ne furent chargés que de construire les voûtes d'ogives. » Opinion que ne partage pas du tout Léon de Groër. Il rappelle qu'en Bretagne les mêmes ouvriers travaillent aux murs et aux voûtes. On peut en être sûr quand on bénéficie d'indications précises, comme c'est le cas ici : « Les ogives du chœur de notre chapelle sont parfaitement adaptées à leurs sommiers sans la moindre trace de reprise. » Pour lui, « selon toute probabilité », les Le Bail, dont on ignore les prénoms et le lien de parenté, sont les constructeurs de la chapelle tout entière.
Pour ce qui est de la datation, La Borderie tire cette conclusion : « L'inscription se trouvant encastrée dans le mur du chœur, le chœur comme la nef, c'est-à-dire toute la chapelle était achevée, voûtes comprises, à la date de 1464. » Lefèvre-Pontalis et Gustave Duhem estiment cependant que le « porche des hommes » est construit un peu plus tard,. De Groër pense au contraire qu'il a bien été construit en même temps que le chœur.

### Depuis 1464

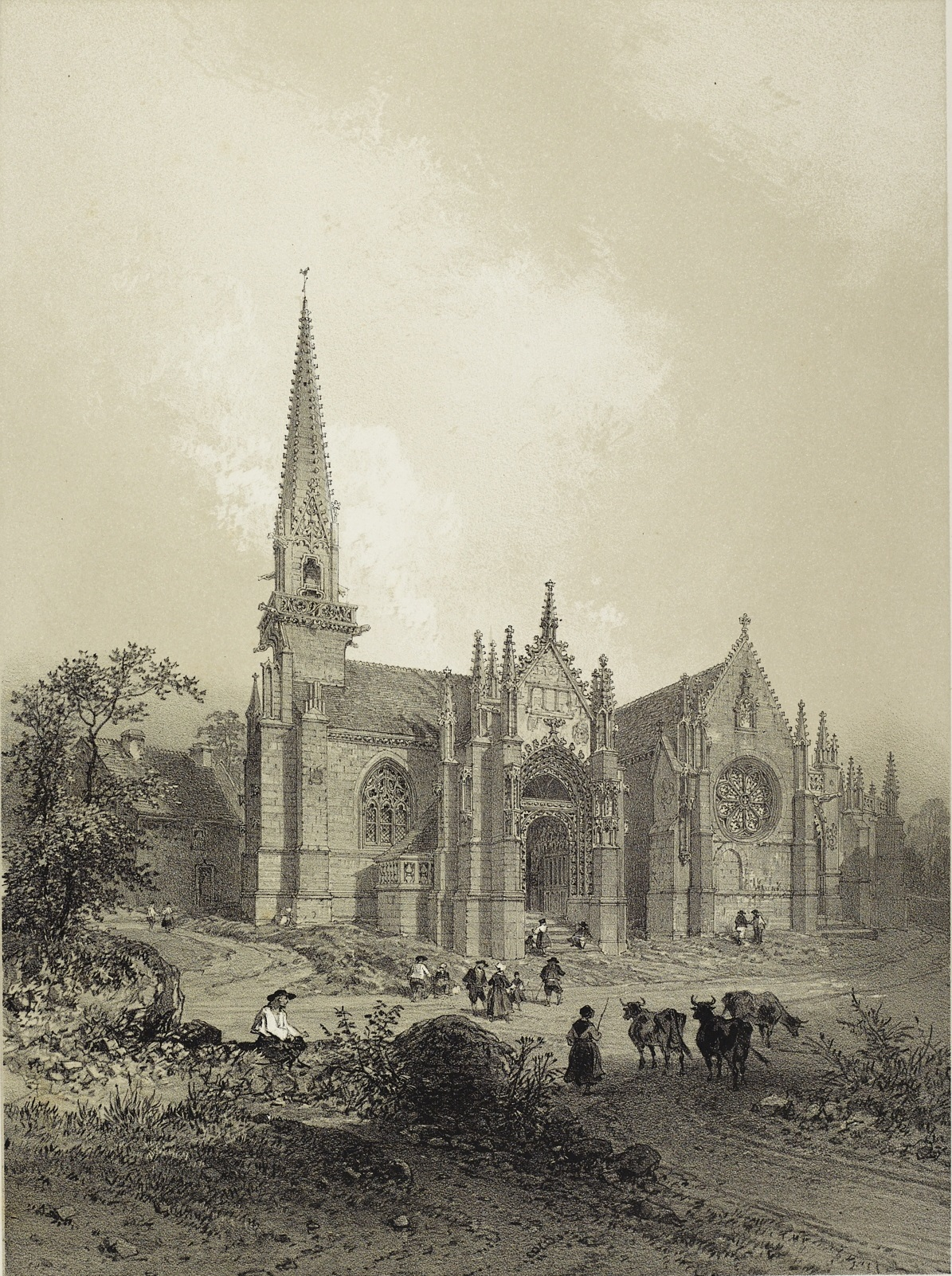
Vue du sud-ouest, vers 1845.

La chapelle est classée au titre des monuments historiques par décret du 3 avril 1857.
Frappé par la foudre, le haut du clocher s'effondre en 1876. De 1877 à 1879, on le refait à l'identique. Seule la balustrade de la plate-forme est modifiée par l'architecte, Édouard Corroyer. En 1901, l'ancien maître-autel, dont les débris gisaient dans la nef, est remis en place. On n'a retrouvé ni les gradins ni le tabernacle. En 1923, les peintures murales du croisillon nord et du chœur sont consolidées ; celles de la Danse macabre et de l'Enfer sont dégagées de leur revêtement de badigeon.
Kernascléden est d'abord une trève de la paroisse de Saint-Caradec-Trégomel (aujourd'hui disparue), dans l'évêché de Vannes. En 1874, elle devient paroisse succursale. En 1883, elle est à nouveau rattachée à Saint-Caradec-Trégomel. Elle est érigée en paroisse indépendante en 1908. Elle est à présent rattachée à la paroisse de Guémené-sur-Scorff. Le pardon se célébrait autrefois début septembre. Il a lieu maintenant les 14 et 15 août. Depuis 2022, l'église a un prêtre exclusif. Celui-ci a pour mission de refaire du lieu le sanctuaire marial qu'il était au Moyen Âge : un lieu de pèlerinage pour tout le diocèse. L'édifice est propriété de la commune.

## Atelier, aspect général, plan
La chapelle est construite en grand et moyen appareil de granit,. La Borderie voit en elle un « joyau », la « reine des chapelles bretonnes ». Paul Deschamps la considère comme « un des chefs-d'œuvre de l'art breton ».
« Kernascléden, dit Roger Grand, est, au point de vue architectural, la plus belle et la mieux conservée des chapelles construites au XVe siècle dans le Morbihan. Comme celle de Saint-Fiacre, comme Notre-Dame-des-Fleurs à Languidic, qui lui est encore plus semblable, elle se rattache à l'école de Cornouaille. » En effet, selon le service de l'Inventaire du patrimoine culturel de Bretagne, c'est l'atelier à qui l'on doit l'agrandissement de Notre-Dame-de-l'Assomption, à Quimperlé, qui aurait œuvré quarante ans durant à Kernascléden, s'appropriant les évolutions stylistiques du temps, avant de se consacrer pleinement à Saint-Fiacre du Faouët.
Avec Notre-Dame du Folgoët, dit Groër, Notre-Dame de Kernascléden est l'une des deux chapelles les plus ornées de Bretagne. Ici, les parties sculptées ne sont pas en pierre de Kersanton comme au Folgoët, mais en granit, « pierre extrêmement difficile à travailler ».

« Fenêtres, portes, détaille La Borderie, contreforts, flèche, voûtes, piliers, crédences, extérieur et intérieur, on a voulu que tout fût décoré ; mais partout dans cette décoration on sent le soin, l'étude, tout le fini et toute la correction dont était capable l'art du XVe siècle s'exerçant sur un granit rebelle. Rien de plus élégant et de plus puissant comme effet que les dispositions rayonnantes du XIVe siècle, unies aux formes flamboyantes du XVe, dans les moulures qui remplissent la rose de la façade occidentale, la rose du transept sud, et le tympan de la grande fenêtre du chevet. »

Le plan est en croix latine. Le transept coupe la chapelle en son milieu, ce qui est inhabituel. La nef a trois travées et un seul bas-côté (au nord). Le chœur a trois travées et deux bas-côtés. Sur la façade méridionale, un long porche s'ouvre sur la nef. Un autre, plus modeste, flanquant le mur oriental du croisillon, s'ouvre sur le chœur. Sur la façade nord, une petite sacristie hors œuvre est plaquée dans l'angle du chœur et du croisillon.
La longueur dans œuvre est de 32,60 mètres. Le chœur, avec ses bas-côtés, s'inscrit dans un carré de 11,90 mètres de côté.

## Extérieur

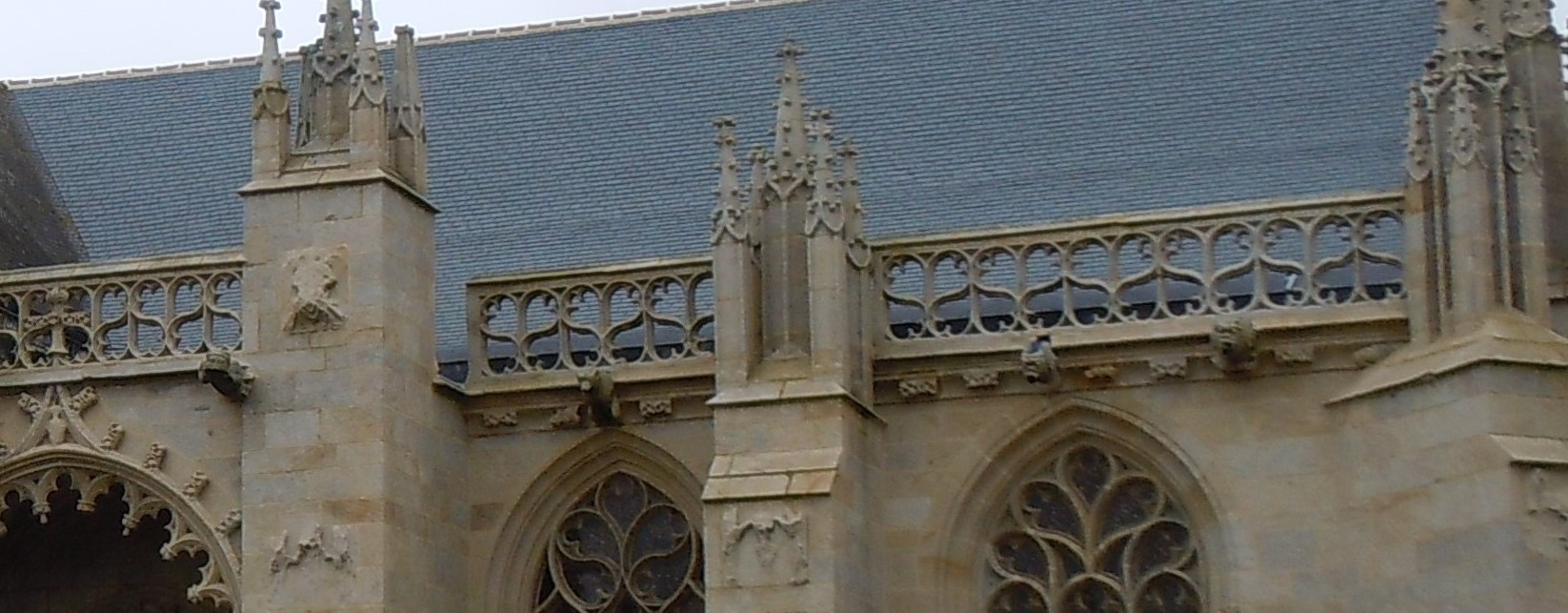
Balustrade au sud du chœur, avec un décrochement au-dessus du portail des hommes.

L'extérieur de Notre-Dame de Kernascléden est remarquable par son ornementation très riche, mais sans excès, qui lui donne charme et caractère. Elle est surnommée « la chapelle aux milles clochetons », en raison de la profusion de pinacles couronnant les contreforts. « L´élan vertical » de ces pinacles très hauts « dynamise la silhouette » de l'édifice. Certains sont minces et de plan circulaire. D'autres sont massifs et de plan quadrangulaire, et parfois cantonnés de pinacles plus petits de plan circulaire.
Des deux côtés du chœur, au-dessus de la corniche qui décore le haut des murs, une élégante balustrade rayonnante, règne sur une frise de feuillages et de chimères,.

### Façade ouest, clocher-mur

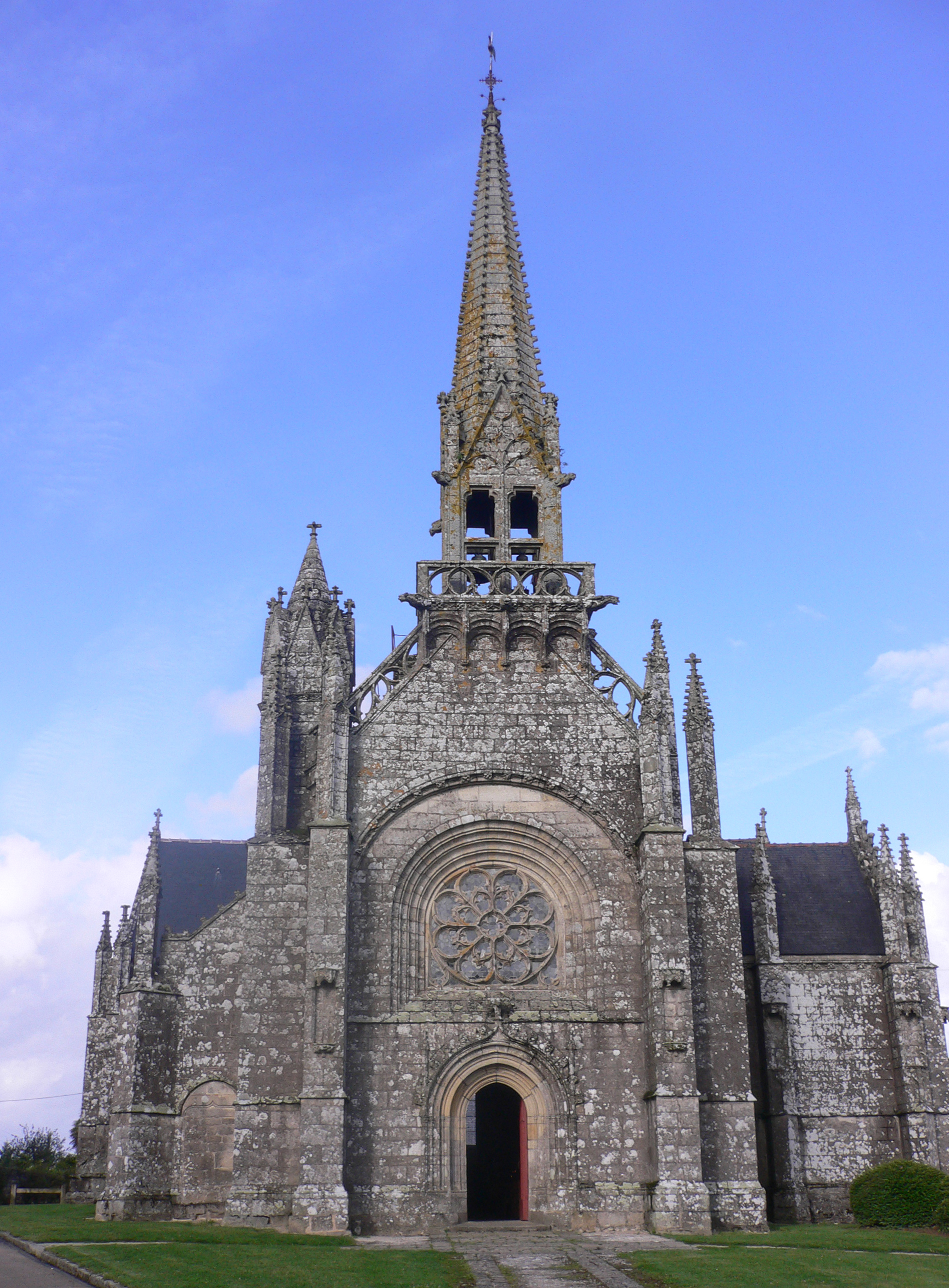
Façade ouest.

La façade ouest est percée d'un portail en tiers-point dont les tores, surlignées d'une accolade à fleuron, retombent sur 14 colonnettes,. Au-dessus, une rose rayonnante à huit lobes est inscrite dans une baie en plein cintre moulurée,.
Le pignon forme un clocher-mur d'un type nouveau, compromis entre le tout simple clocheton plat traditionnel et l'orgueilleuse tour couronnée d'une flèche des paroisses fortunées. Selon Georges Ferronnière, la chapelle de Kernascléden aurait été le deuxième édifice à proposer un tel dispositif, peu après Notre-Dame-de-Kérinec. Le mur est surépaissi au-dessus d'un arc de décharge en saillie jugé « assez peu esthétique » par Groër. Son rôle est de reporter les poussées sur les angles — angles épaulés de quatre contreforts en équerre. Ces contreforts sont couronnés de pinacles fleuris. Ceux de devant sont ornés d'une niche avec socle et dais. Une vue en coupe de l'édifice révèle une deuxième surépaisseur sur le revers du mur, répondant à la première. La partie haute du mur est ainsi bien plus épaisse que la base. Elle s'amortit en une courte pile de plan rectangulaire, qui s'élève au niveau de faîte de la nef.
Cette pile supporte une large plate-forme dont le bord avant repose sur des assises en encorbellement faites d'arcatures en plein cintre prenant appui sur des culs-de-lampe. Des gargouilles s'élancent des angles de la plate-forme. Au milieu, s'élève un beffroi. L'espace tout autour forme une coursière que protège une balustrade ajourée. Celle-ci, redessinée par Édouard Corroyer, sent « affreusement le faux gothique du XIXe siècle », selon Groër qui regrette qu'on n'ait pas reconstitué à l'identique. C'était possible, puisqu'il existe de grandes photographies de fragments de la balustrade d'origine : « de petites mouchettes rondes, vigoureusement moulurées et rédentées », très proches de celles de Saint-Fiacre du Faouët.
Le beffroi est percé de deux baies flanquées de quatre colonnettes, sur chacune des faces ouest et est. Au-dessus de chaque linteau, s'élève un gable plein, aux rampants à crochets, décoré d'arcs trilobés et de mouchettes. Cantonné de clochetons fleuris et de gargouilles, le beffroi est couronné d'une flèche élancée à huit pans, aux arêtes ornées de crochets.
Au nord-ouest, dans l'angle de la nef et de son bas-côté, un peu en arrière de la façade ouest, s'élève une tourelle d'escalier polygonale, que relaient des marches disposées sur le pignon, permettant d'accéder à la plate-forme. La tourelle est couronnée d'une courte flèche, flanquée de huit gables aveugles fleuronnés.

### Façade méridionale
« Nulle part, dit La Borderie, le granit n'a été mieux découpé, refouillé, ciselé, dentelé et festonné que dans les deux porches de la façade sud. »

#### Porche des dames

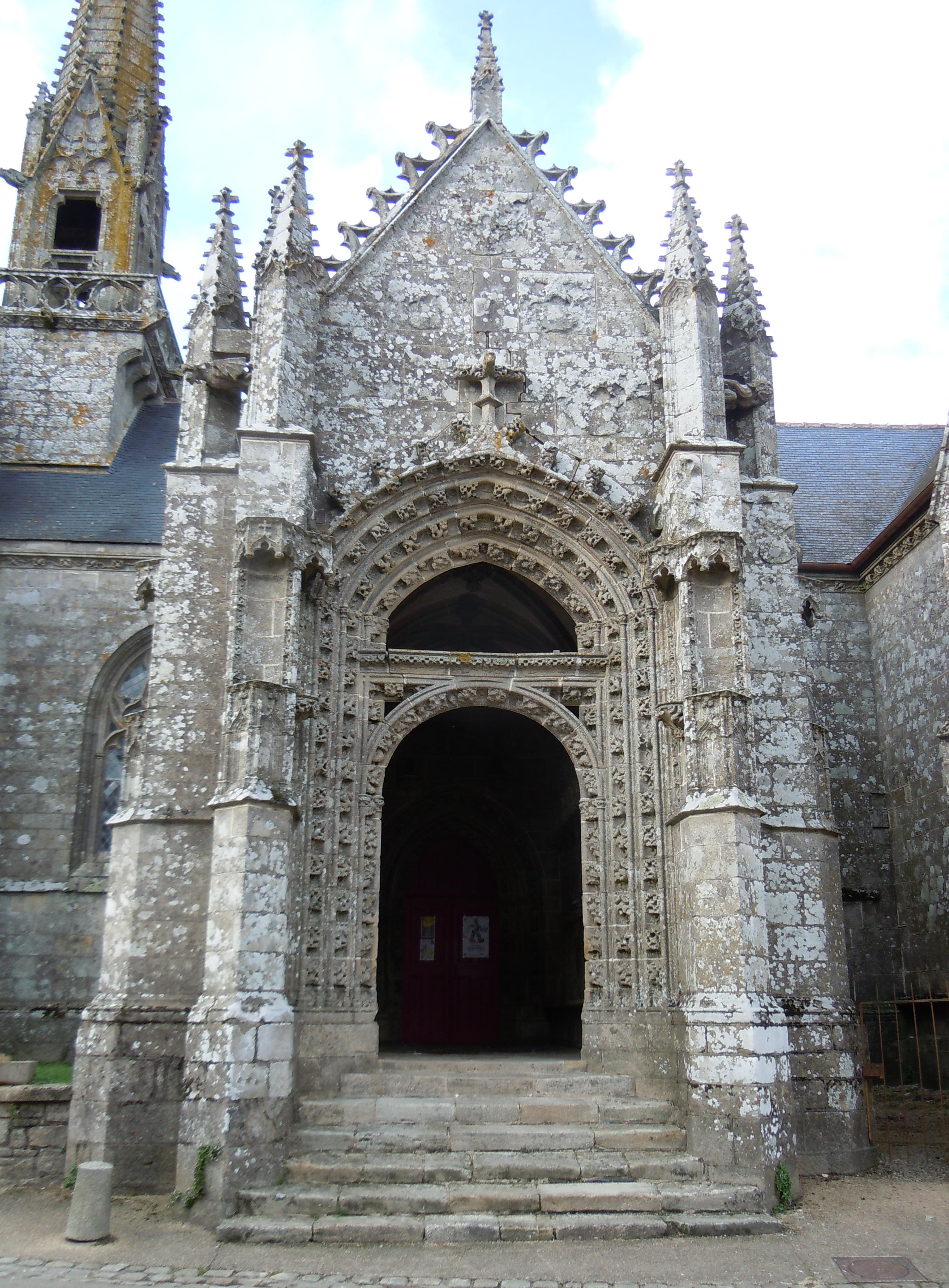
Porche des dames.

Sur la façade méridionale, le porche ouest, dit « porche des dames », est le plus grand, le plus saillant (presque aussi long que le croisillon) et le plus soigné. Il est épaulé de six contreforts couronnés de pinacles et chargés de niches, comme sur la façade ouest.
Son portail présente un arc en plein cintre, qui soutient le linteau garni de feuillages. Au-dessus, une archivolte en cintre brisé, à quatre voussures ornées de rinceaux de vigne et de feuilles de mauve, encadre un tympan à claire-voie. Les voussures reposent sur de fines colonnettes à base simple et chapiteau sculpté, le long desquelles descendent les pampres et les feuilles de mauve de l'archivolte. Le tout est surligné d'un larmier en accolade, à choux et gros fleuron ressortant sur un gable amorti par un clocheton. Une dentelure trilobée se détache sur les rampants, du bas desquels surgissent deux monstres.

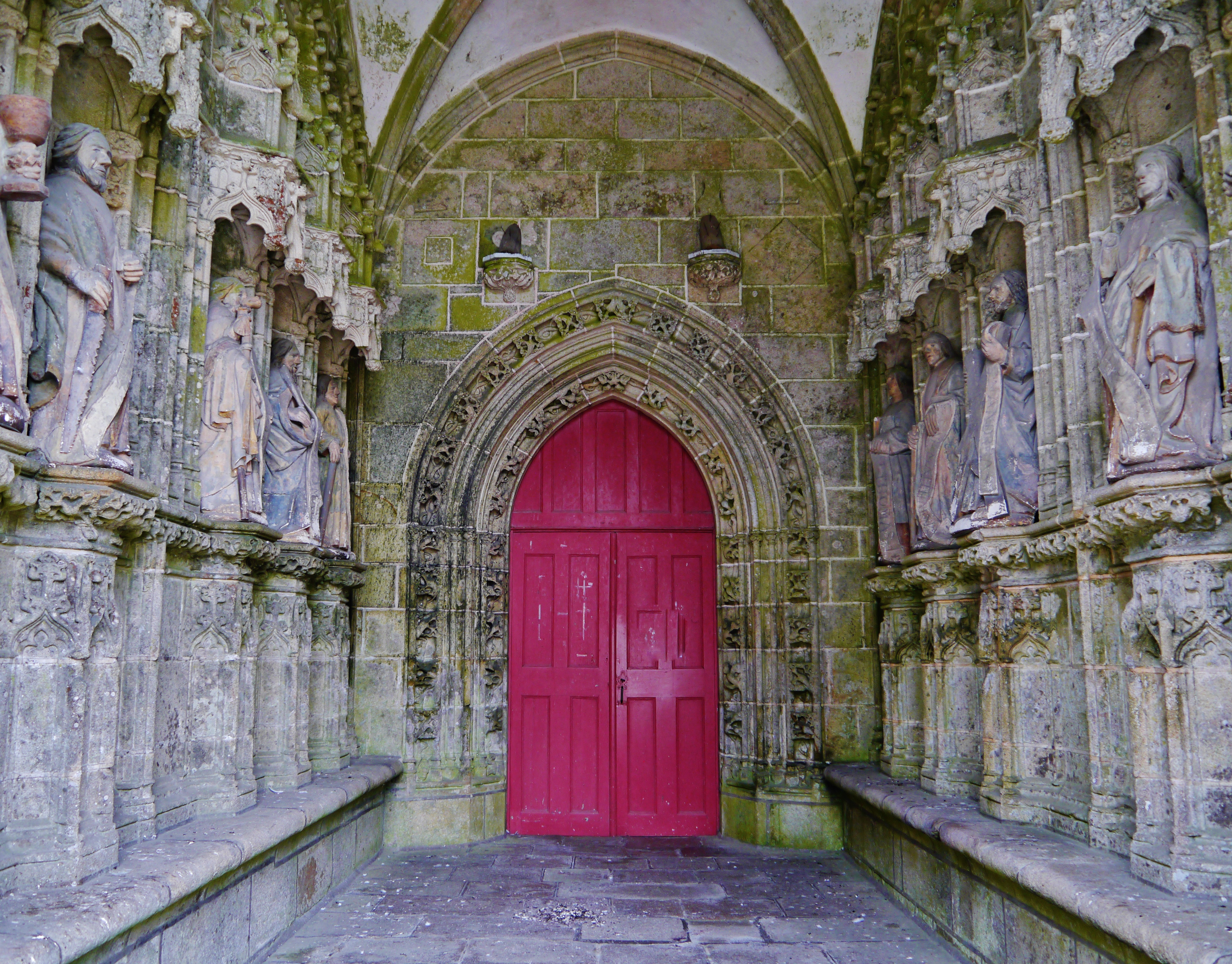
Intérieur du porche des dames.

L'intérieur du porche est à deux travées, voûtées en pierre, sur croisées d'ogives toriques à filet saillant et clés pendantes, cerclées de feuillages. Le long de chacune des parois latérales, un banc de pierre est adossé. Au-dessus de chaque banc, six niches s'alignent, encadrées de colonnettes et de feuilles frisées,. Chacun de leurs socles supporte la statue d'un apôtre. Au-dessus de chaque apôtre, un grand dais à redents trilobés et accolade, richement sculpté, est couronné d'un haut pinacle. Les douze statues des apôtres sont jugées par La Borderie plus récentes que la chapelle et « assez mauvaises ». Eugène Lefèvre-Pontalis les considère comme « très médiocres » et Roger Grand estime qu'elles sont « traitées dans un style naïf qui en fait surtout l'intérêt ». Au fond du porche, une porte ouvre sur la travée médiane de la nef. Elle est en tiers-point à plusieurs retraits et colonnettes, ornée de rinceaux de vigne dans les retraits. Les autres portes de l'église, plus ou moins richement sculptées, ressemblent à celle-ci.

#### Croisillon sud

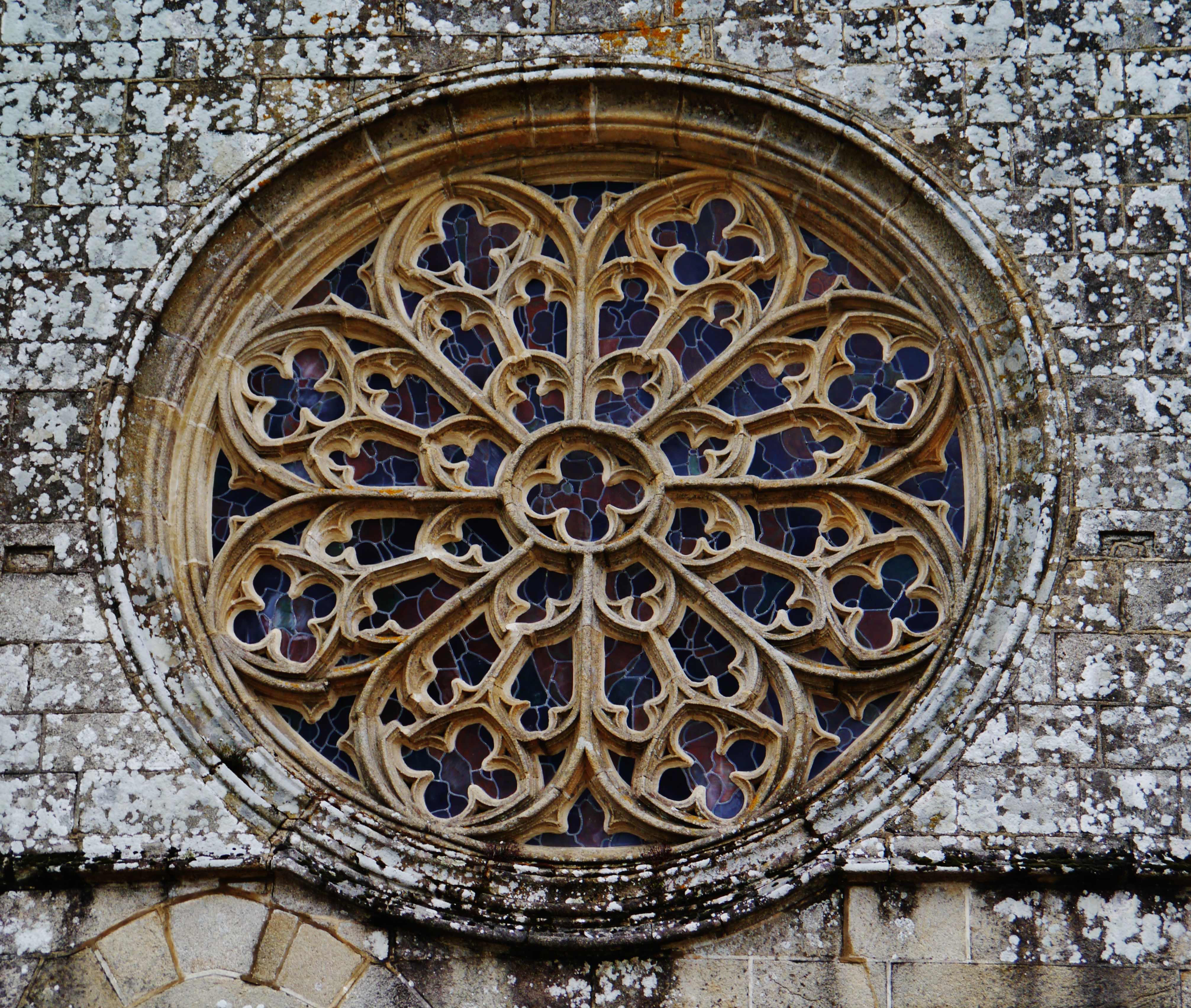
Rose du croisillon sud.

Le pignon du croisillon sud, aux rampants ornés de crochets, épaulé de quatre contreforts à pinacles, est percé d'une grande rose rayonnante et flamboyante à huit rayons,,. L'un des contreforts ouest est étayé par un éperon oblique, chargé de contenir un affaissement du croisillon tout entier.

#### Porche des hommes

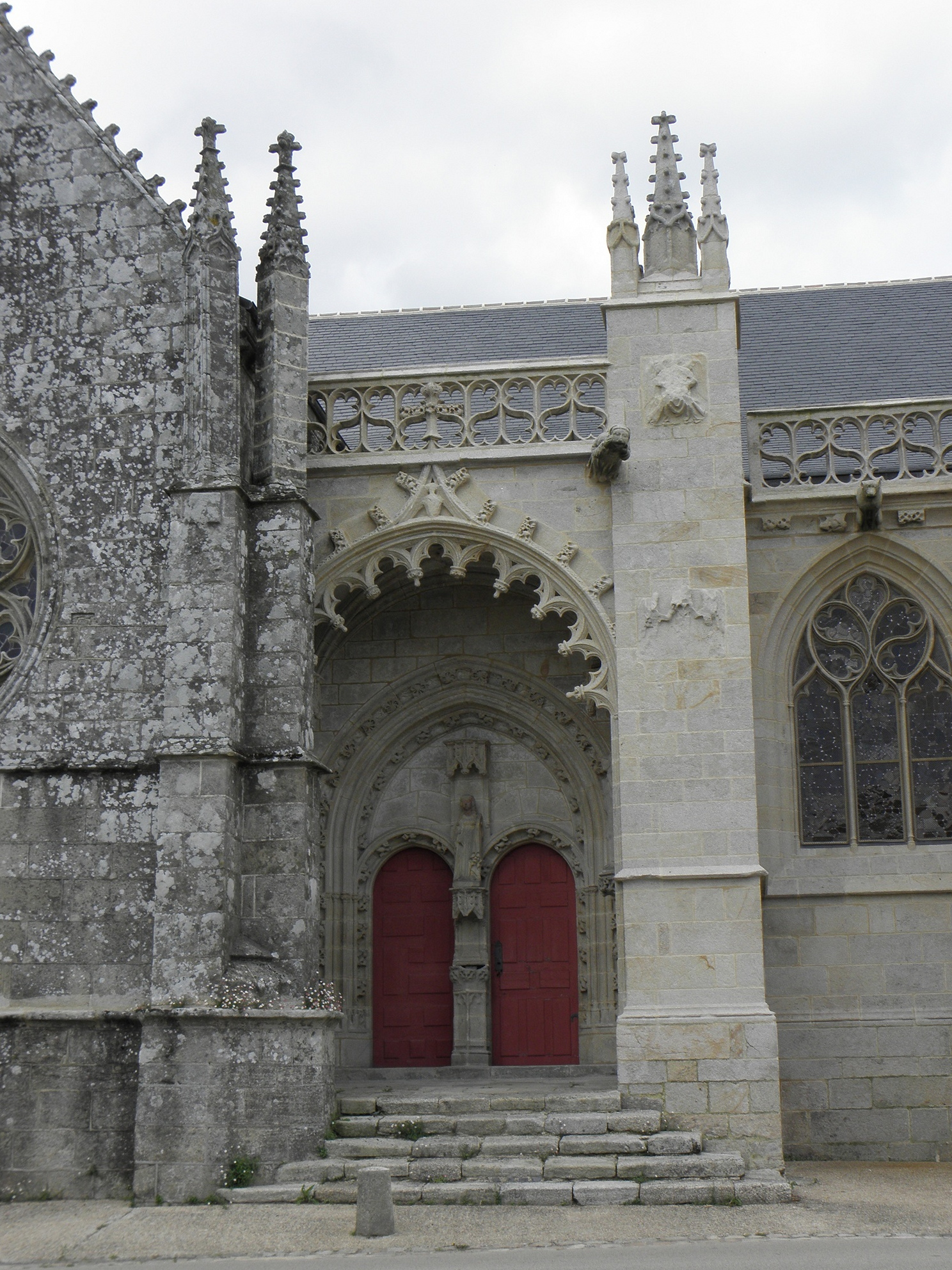
Porche des hommes.

Le « porche des hommes » est plaqué dans l'angle du croisillon sud et du chœur. L'entrée est marquée d'une archivolte en cintre légèrement brisé, ornée de redents trilobés, surlignée d'un larmier en accolade à choux et fleuron. Ce fleuron s'intègre dans la balustrade du chœur, venue en décrochement régner sur le porche,,.
L'intérieur du porche, d'une seule travée, est voûté sur croisée d'ogives à clé pendante. Contre chaque paroi latérale, reposant sur un cul-de-lampe, une statue de saint est surmontée d'un dais sculpté : à gauche, saint Antoine ; à droite, saint Sébastien, qui est sans doute une reconstitution.
Au fond, un portail en tiers-point, mouluré, est rehaussé de feuilles de vigne. Un trumeau, chargé d'un bénitier, sépare les deux portes ouvrant sur le chœur. Ce trumeau reçoit deux arcades secondaires, en cintre légèrement brisé, garnies de feuillages. Au-dessus du bénitier, un dais fait office de cul-de-lampe. Il supporte une statue de sainte Catherine, surmontée d'un deuxième dais. Le tympan est plein.

### Façade nord

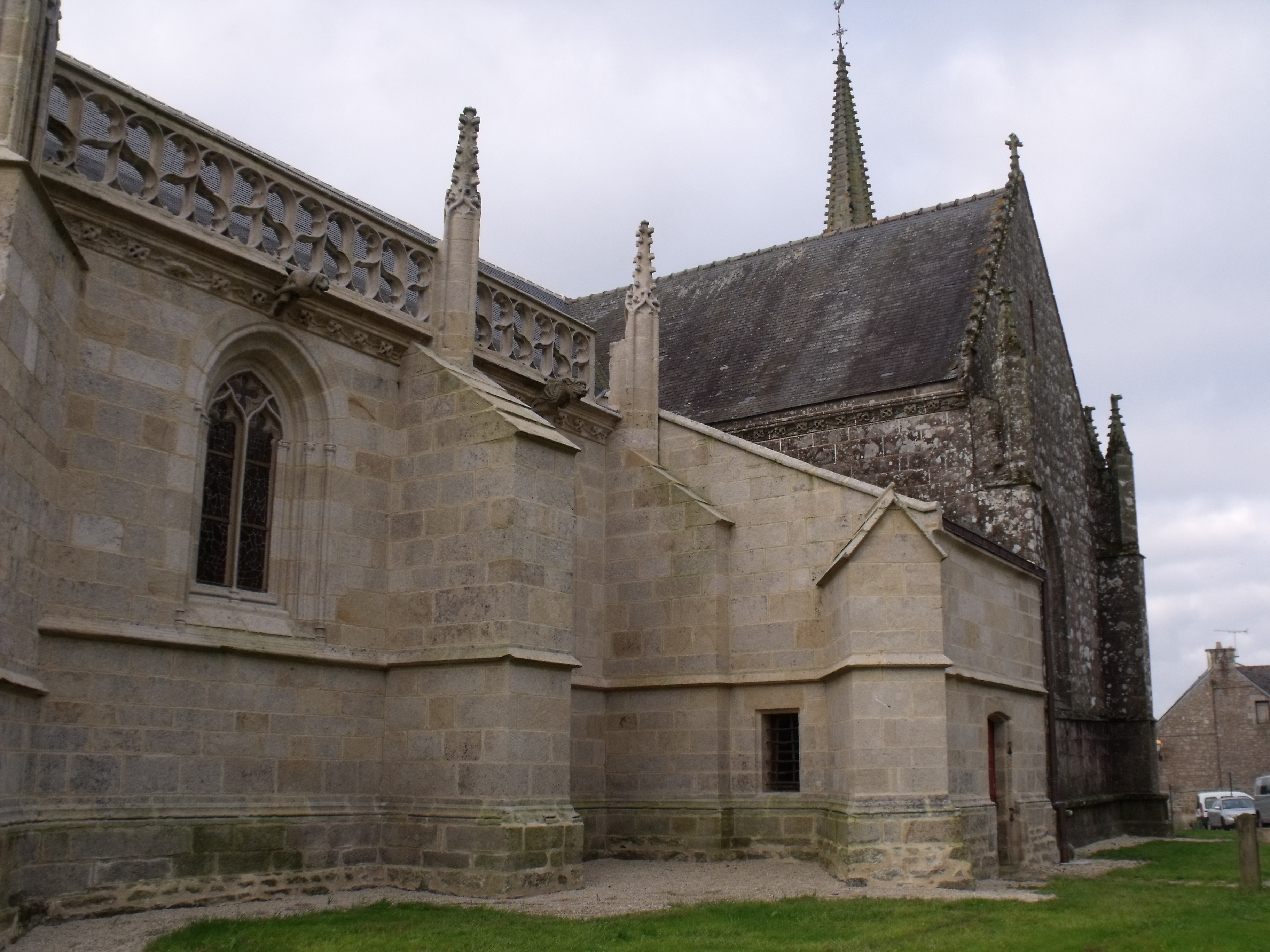
La sacristie, à l'angle du chœur (à gauche) et du croisillon nord.

La façade nord a un aspect beaucoup plus sobre que la façade méridionale. Elle est percée à l'ouest d'un oculus flamboyant qui éclaire le bas-côté de la nef. Le pignon du croisillon, aux rampants garnis de crochets, est percé d'une fenêtre flamboyante à meneau. Bâtie en même temps que le sanctuaire, la sacristie hors œuvre, voûtée d'ogives, est sertie dans l'angle du croisillon et du chœur, répondant ainsi au porche des hommes.

### Chevet

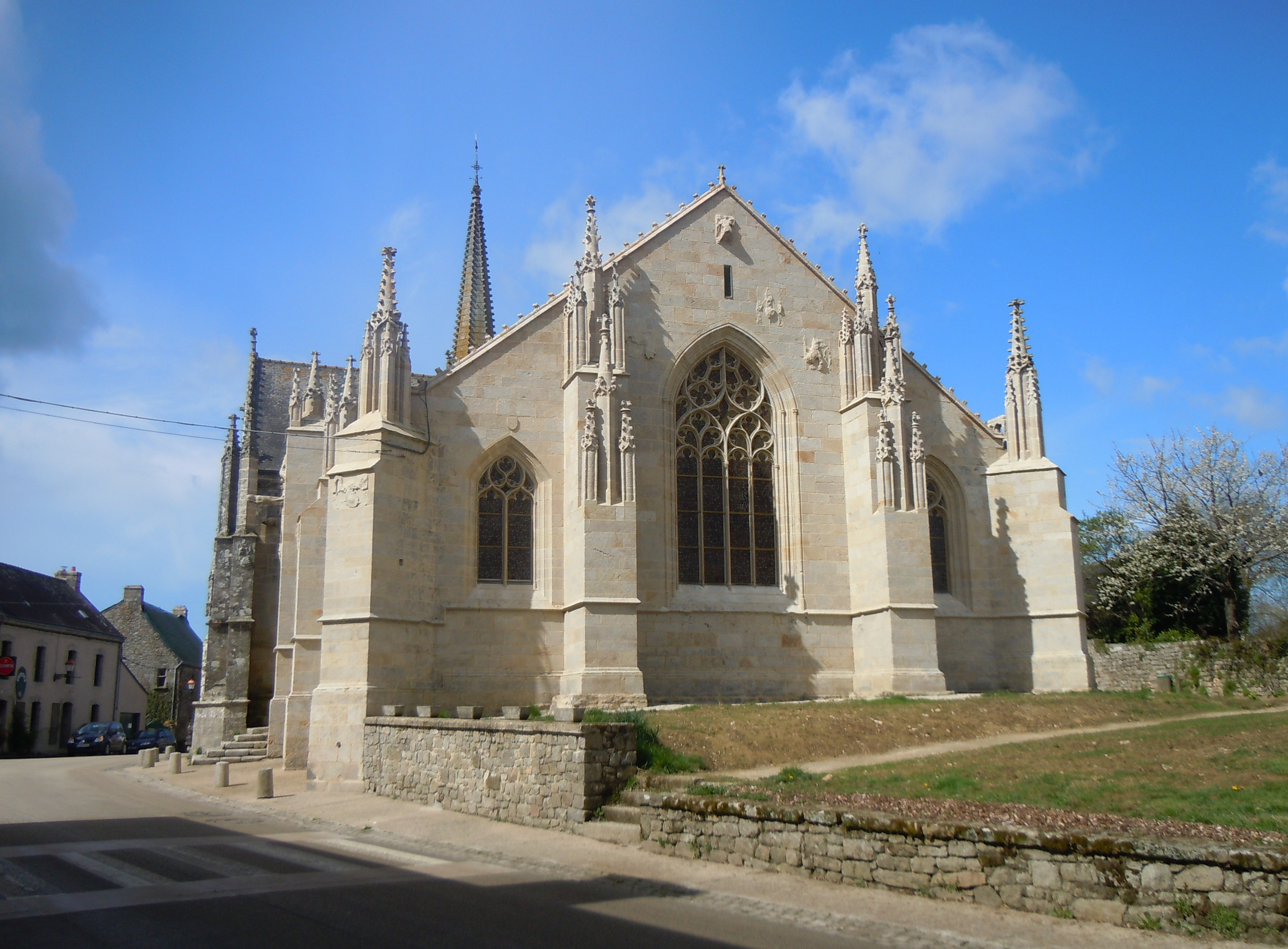
Chevet.

Le chevet plat, « bien composé », aux rampants ornés de crochets, peut être rangé, selon Groër, « parmi les plus jolis de Bretagne ». Il est épaulé de deux contreforts d'angle obliques, couronnés de cinq hauts pinacles chacun,. Il est percé de trois baies à réseau flamboyant, soulignées d'un larmier. Elles sont séparées par deux contreforts placés dans l'axe des piliers du chœur, et présentant chacun trois pinacles sur leur glacis principal et cinq au sommet.

## Intérieur
La chapelle est voûtée en pierre, ce qui est rare en Bretagne,.

### Nef

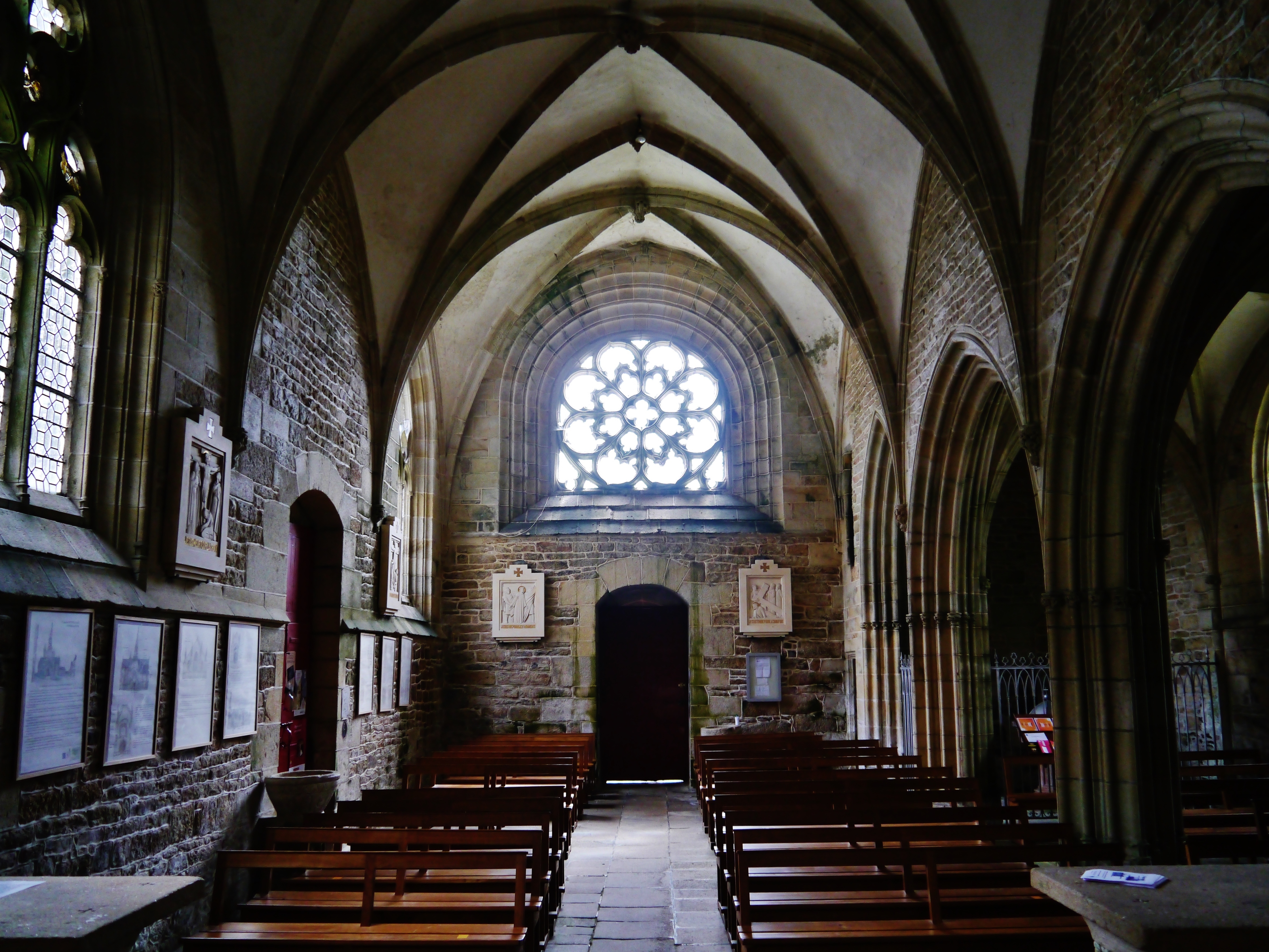
La nef et son bas-côté.

La nef, basse et large, a un seul bas-côté, au nord. Elle est éclairée par la rose du mur ouest, par deux fenêtres à réseau flamboyant percées dans le mur sud et par l'oculus du mur nord. Elle compte trois travées.
Les trois arcades sont en tiers-point. Celle de l'ouest est moins large que les deux autres, du fait de la présence de l'escalier menant au clocher, au comble et à une tribune disparue dont on voit la porte d'accès, donnant à présent sur le vide. Les arcades reposent sur deux piliers en losange, enveloppés chacun de douze colonnettes à chapiteau décoré de feuillage et à base prismatique, qui reçoivent les moulures de l'intrados.
Ogives, doubleaux et formerets des trois voûtes sur croisée d'ogives retombent sur des culs-de-lampe ornés de feuillages. Dans le bas-côté, voûté de même façon, les nervures retombent sur une colonnette engagée dans le mur nord.

### Transept

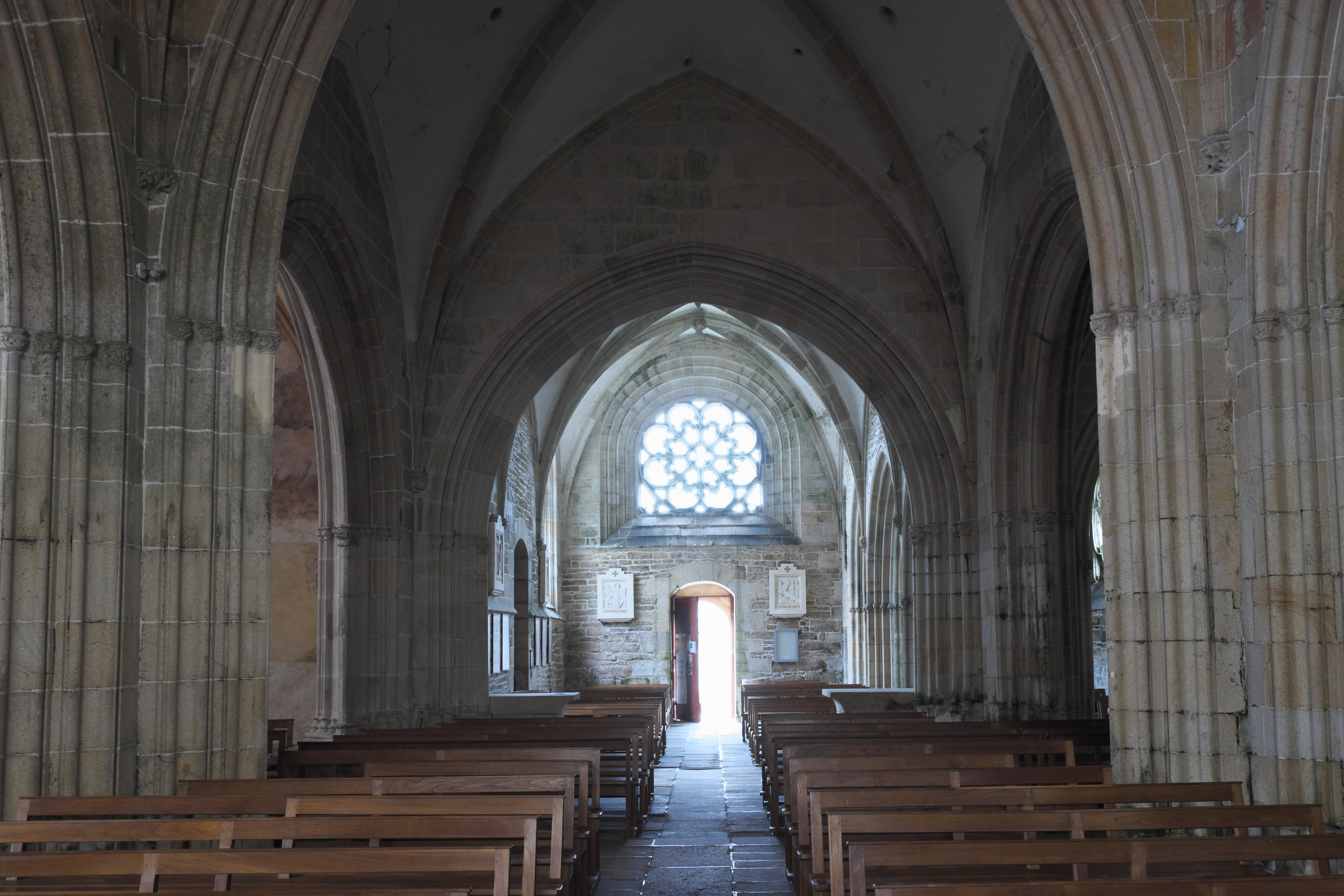
La croisée du transept vue du chœur. Au premier plan, l'arc brisé ouvrant sur le chœur. À gauche, l'arc en plein cintre ouvrant sur le croisillon sud. Au centre, l'arc triomphal ouvrant sur la nef. À droite, l'arc en plein cintre ouvrant sur le croisillon nord.

Le transept est voûté par trois croisées d'ogives. Il est éclairé au sud par une rose et au nord par une fenêtre à réseau flamboyant.
Dans le croisillon sud et à la croisée, ogives, doubleaux et formerets retombent, comme dans la nef, sur des culs-de-lampe. Dans le croisillon nord, en revanche, ils retombent sur de petites colonnettes à chapiteau.
La croisée du transept est limitée par quatre piles cruciformes, gainées de colonnettes sur lesquelles reposent les quatre arcs : l'arc triomphal ouvrant sur la nef, deux arcs en plein cintre ouvrant sur les croisillons et un arc brisé, ouvrant sur le chœur.

### Chœur

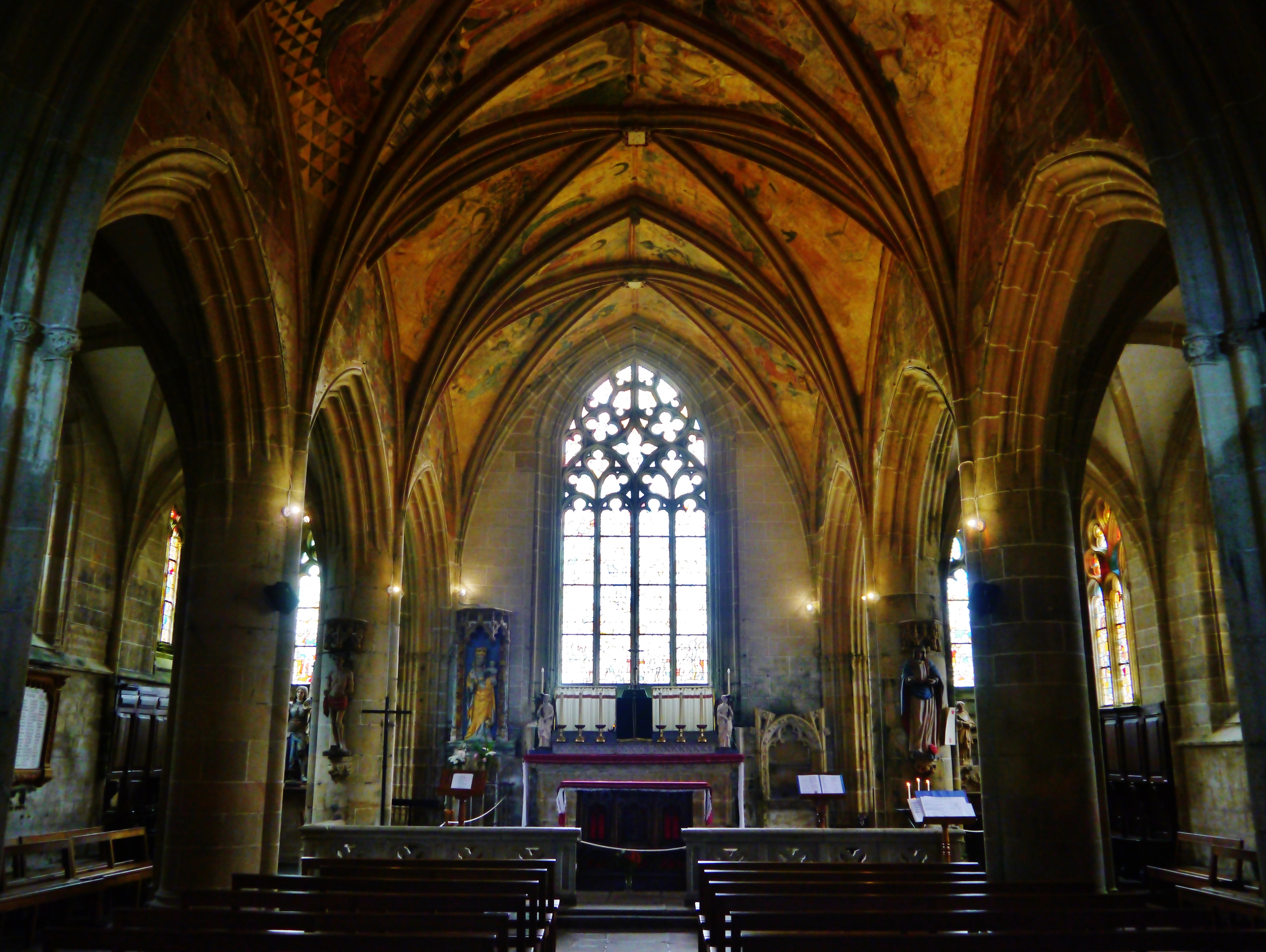
Le chœur.

Le cœur a trois travées et deux bas-côtés. Chœur et bas-côtés sont limités par le chevet plat. Les trois baies du chevet éclairent le chœur : la grande baie à trois meneaux éclaire le vaisseau central, et les deux plus petites, à un meneau, éclairent les bas-côtés. Ces derniers sont voûtés d'ogives. Le mur nord est percé d'une porte, encadrée par une moulure en accolade, livrant accès à la sacristie, et de deux étroites baies à meneau. Le mur sud est percé de deux larges baies à deux meneaux.
Les quatre piliers sont très différents des deux piliers de la nef. Les arcades en tiers-point reposent ici sur des piles cylindriques, dépourvues de chapiteaux. Les nervures de l'intrados pénètrent directement dans les fûts. « Cette disposition, estime La Borderie, indique que le chœur a été bâti quelque peu après la nef, et en tous les cas par un autre architecte, moins habile que le premier. » Le service du Patrimoine de Bretagne adhère à l'idée d'un chœur construit dans un deuxième temps. Il fait cependant observer que les marques de tailleur de pierre sont les mêmes dans le chœur et dans la nef, ce qui suggère un même atelier ayant œuvré sur une longue période à l'ensemble de l'édifice.
Les nervures de voûte retombent sur deux colonnettes engagées de part et d'autre de chaque pile : l'une reçoit les nervures de la voûte du vaisseau central, l'autre celles de la voûte d'un bas-côté.
Dans le vaisseau central, les clés des arcs et la voûte sont plus hautes que dans la nef. Des liernes y contribuent, dans chacune des trois travées, au partage de la voûte en huit compartiments. Ce qui donne en tout 24 surfaces triangulaires, revêtues d'un ensemble de 24 peintures.

### Mobilier

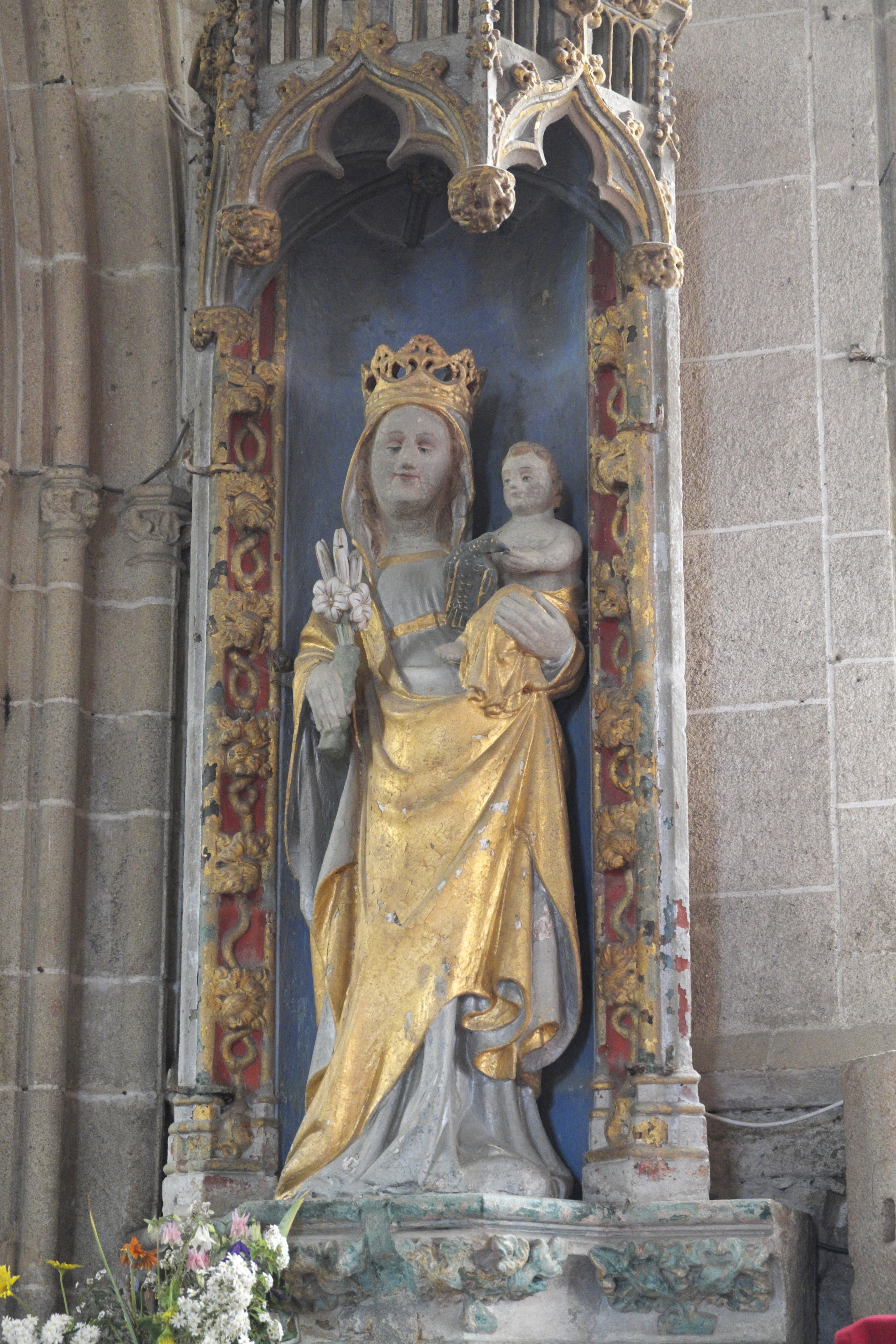
Vierge à l'Enfant
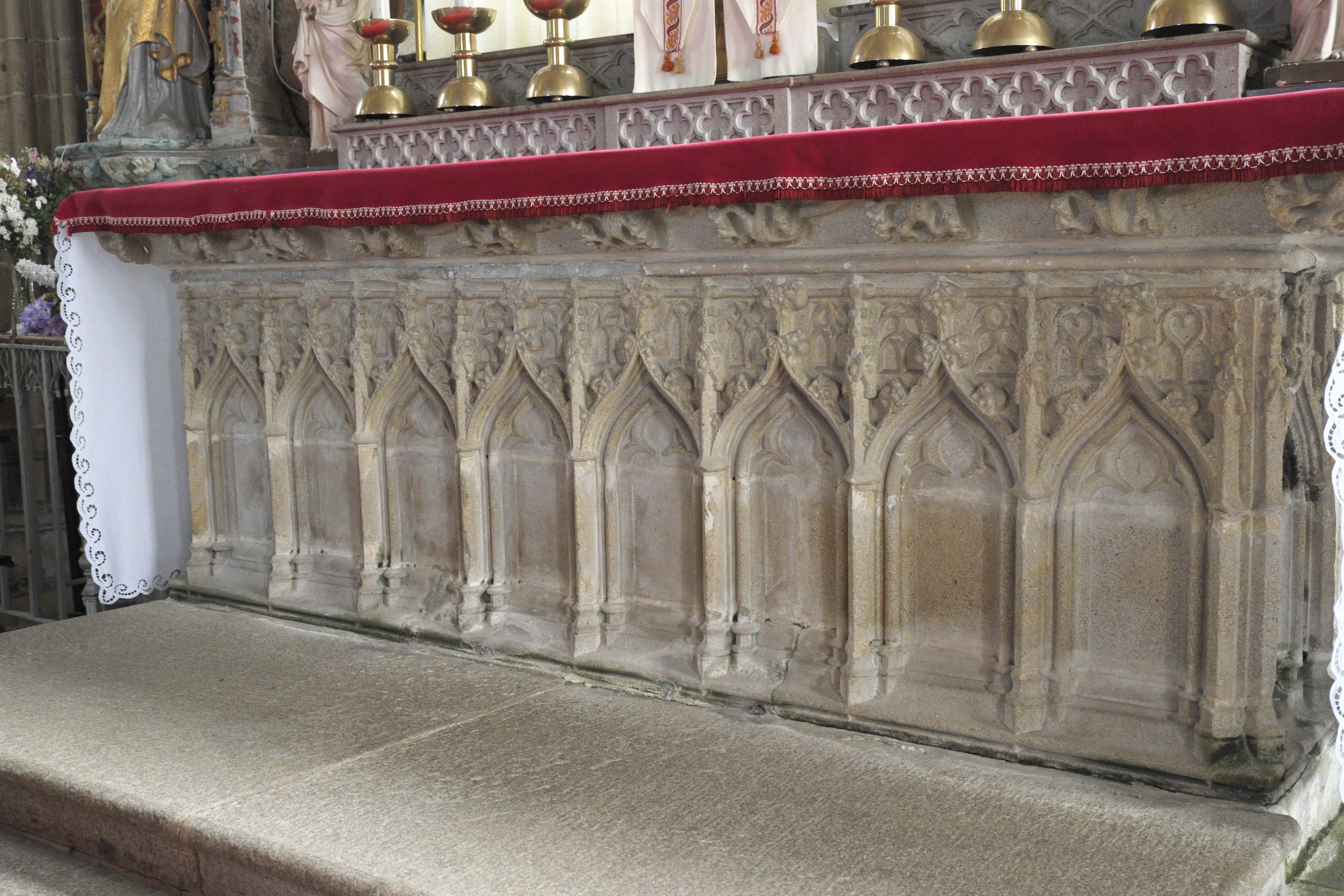
Maître-autel
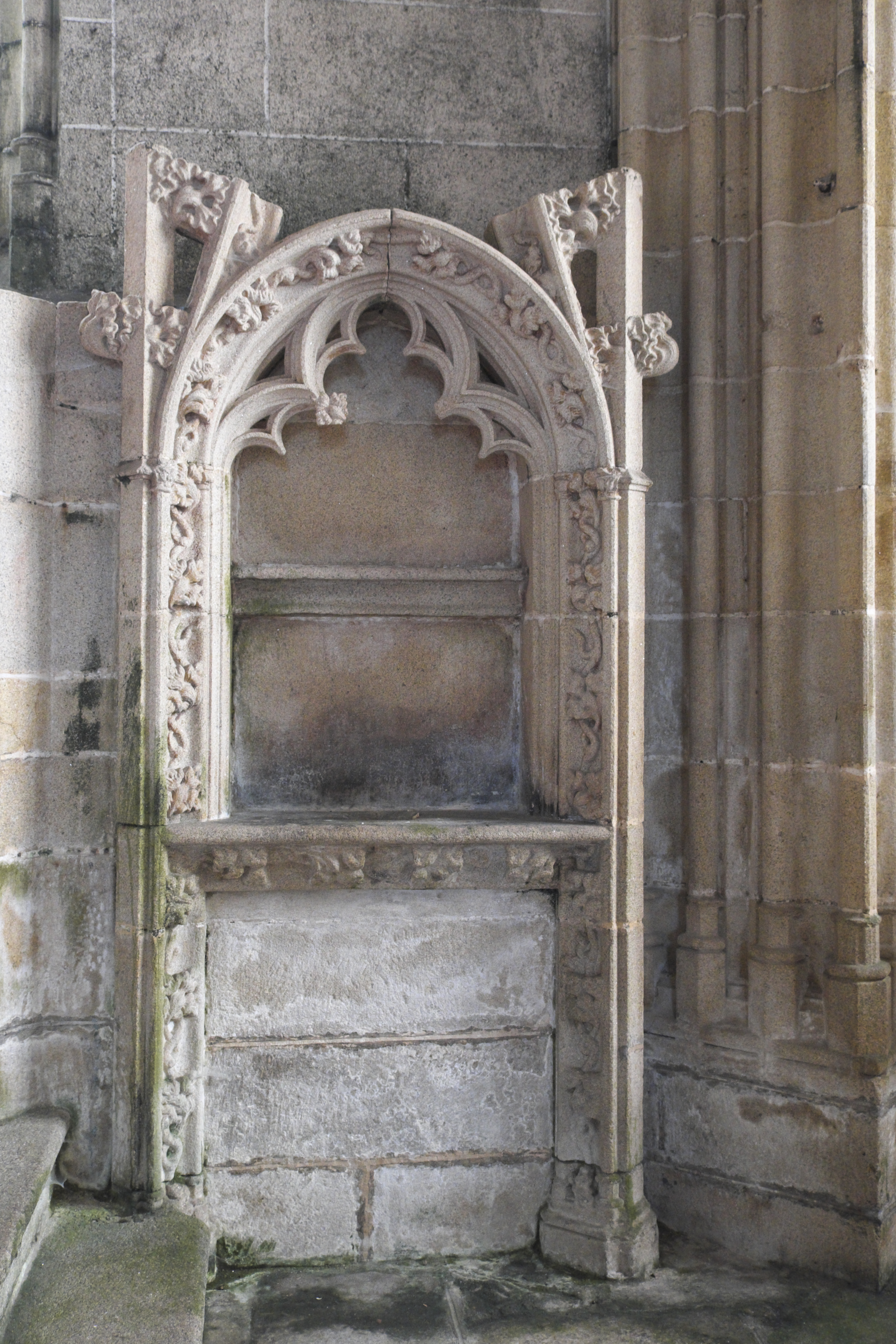
Piscine du chœur
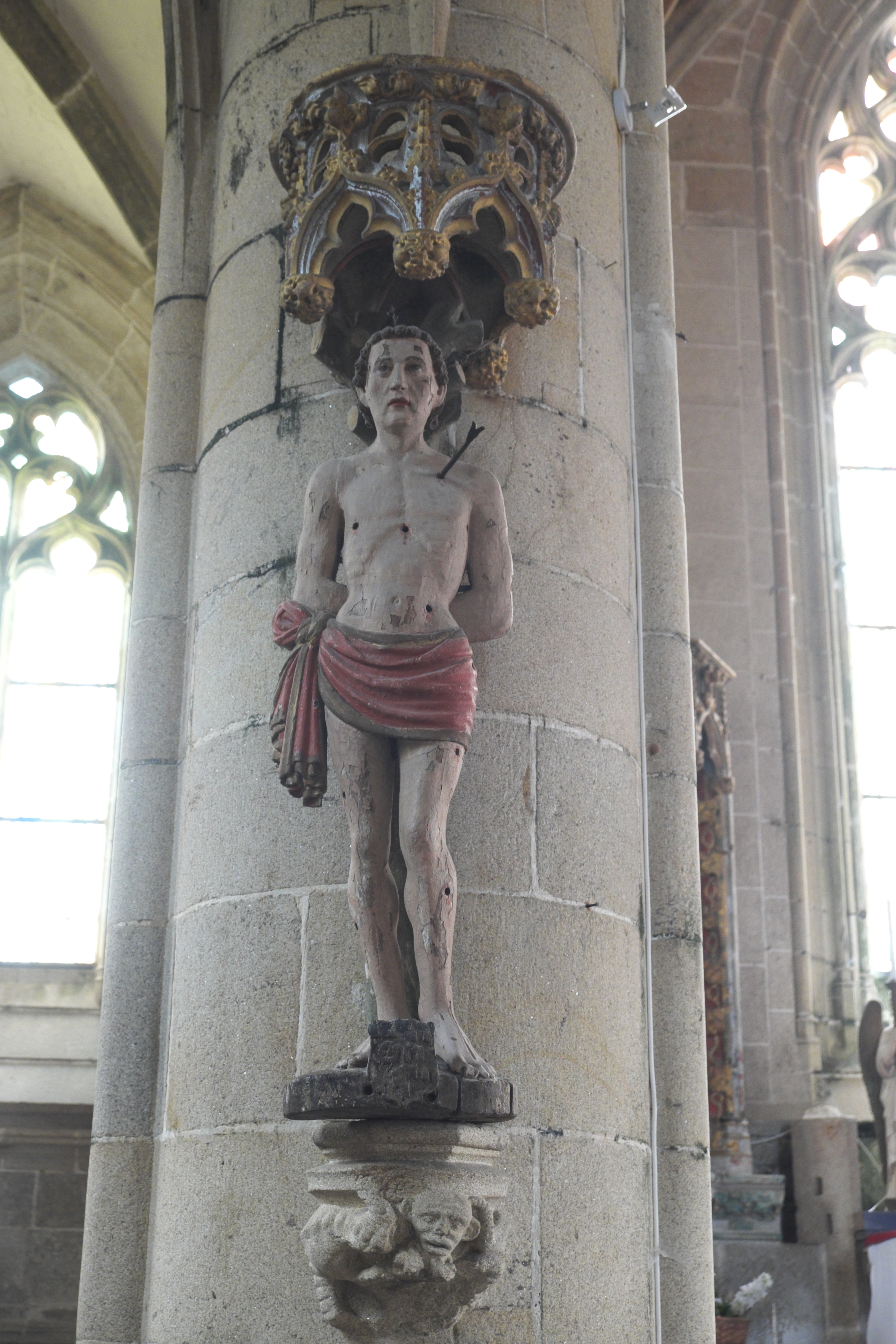
Saint Sébastien
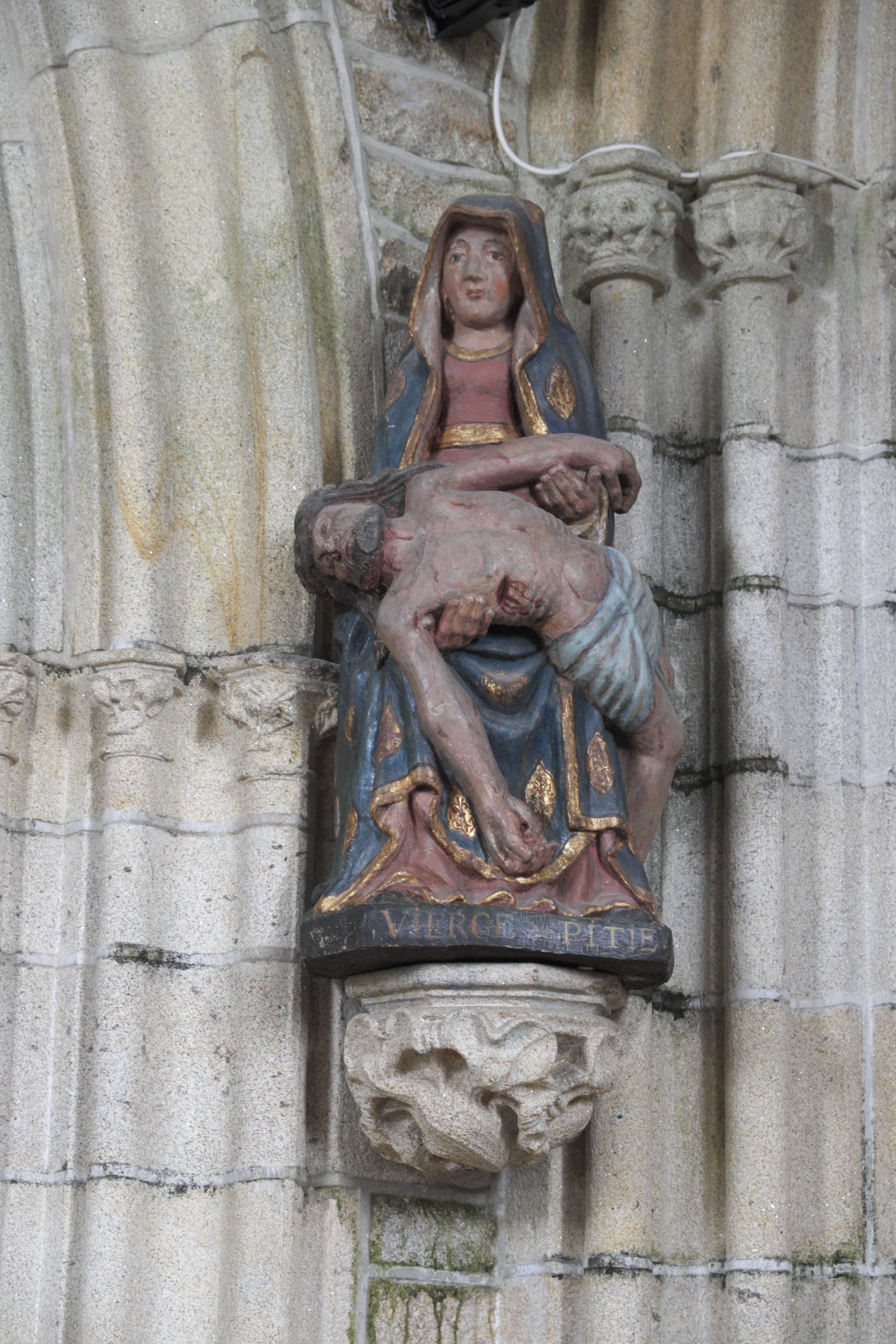
Pietà

La face antérieure du maître-autel est sculptée de huit arcades en accolades et ornements flamboyants. Ces motifs sont repris, en deux arcades, sur chaque face latérale. La corniche de la table est décorée d'un rinceau de vigne. L'autel du croisillon nord, à sept arcades sur le devant, est de même style. Ces deux autels sont à rapprocher de ceux de la basilique Notre-Dame du Folgoët.
Les sept autels en granit de l'église sont tous desservis par des piscines à trilobes, accolades et pilastres. La piscine du chœur est encadrée de rinceaux de vigne.
À gauche du maître-autel se tient une statue du XVe siècle en granit d'une Vierge à l'Enfant,. Des statues en bois de sainte Anne et de saint Sébastien sont adossées aux deux piles du sanctuaire, c'est-à-dire aux piles les plus proches du maître-autel. Dans le corps de saint Sébastien, des trous permettaient aux fidèles de déplacer les flèches selon la partie de leur corps dont ils imploraient la guérison. Une Pietà en bois polychrome du XVIe siècle se trouve dans la nef, près de l'arc triomphal. Joseph Danigo s'étonne de la présence d'un Chemin de croix en pierre blanche « imposé par le directeur des Monuments historiques », mais apparaissant « tout à fait étranger à l'église ».

## Peintures murales
Il y a dans cette chapelle, dit le peintre Maurice Denis, « un des ensembles les plus complets, les mieux conservés et les plus caractéristiques de la vieille peinture française ». Les peintures murales de Kernascléden sont en effet jugées « remarquables » par l'historien de l'art Paul Deschamps : 

« Elles constituent le plus intéressant témoin de l'art de la peinture murale de la Basse-Bretagne, non seulement par la qualité de l'exécution, mais aussi par la variété de l'iconographie. Bien plus, on peut considérer les créations des artistes de Kernascléden comme un des plus beaux ensembles qu'ait réalisés la peinture française du XVe siècle. »

Elles sont exécutées à la gomme. Paul Deschamps et André Mussat croient distinguer quatre artistes à l'origine de ces peintures.
- Ils admirent celui à qui l'on doit les Anges musiciens du croisillon nord. Ils lui attribuent également l'Ascension qui figure juste à côté, sur le tympan méridional du croisillon[73],[74],[75].
- Ils admirent moins celui qui a représenté la Passion du Christ sur les sept tympans du chœur[76],[74].
- Mussat qualifie d'« exceptionnel » l'auteur des 24 scènes de la vie de la Vierge Marie, à la voûte du chœur[74].
- Enfin, un quatrième artiste apparaît, celui qui a réalisé la Danse macabre et l'Enfer dans le croisillon sud. Deschamps juge ces deux ensembles d'une qualité artistique « médiocre ». Mais il les apprécie pour leurs « détails fort intéressants[77] ».

### Voûte du croisillon nord: les Anges musiciens
La voûte du croisillon nord donne une vision du Paradis. Maurice Denis décrit « huit anges vêtus de robes lilas, rose, vert, jaune, auréolés de vert émeraude », qui « chantent en s'accompagnant d'instruments, viole, harpe, tympanon : quelques-uns déroulent des cahiers où le chant est écrit en belle gothique et noté en notation carrée. La couleur est tout en rapports de blancs, et de quels blancs savoureux ! avec deux ou trois valeurs fermes parmi les nuances. » Les visages sont arrondis, épurés, mettant les yeux en valeur. Les ailes sont ocellées. Les silhouettes sont gracieuses, les drapés souplement enveloppés en grandes courbes,,.
Les textes des partitions et leurs modes de notation retiennent l'attention de la musicologue française Geneviève Thibault en 1970 et 1971, puis de sa consœur allemande Ursula Günther (en) en 1976. Les travaux de cette dernière permettent d'établir que l'on est en présence d'une messe complète d'origine aragonaise. Prenant en compte la disparition de courants musicaux et le changement de notation, Günther avance également une datation : les peintures des Anges musiciens ont dû être exécutées « peu après l'érection du transept, dans les années 1430 », autrement dit bien avant celles du chœur. Par ailleurs, elle fait observer que les thèmes du Paradis musical, de la Danse macabre et de l'Enfer « correspondent parfaitement à la pensée de Vincent Ferrier », un impétueux prédicateur aragonais qui avait remué conscience et imagination des foules sur les terres des Rohan en 1418.

### Tympan méridional du croisillon nord: l'Ascension
L'Ascension voisine avec les Anges musiciens, sur le tympan méridional du croisillon nord. On voit la robe et les pieds de Jésus, qui s'élève sous les yeux des apôtres et de la Vierge Marie. Dans l'ordre chronologique du récit, cette peinture vient après la Résurrection, septième et dernière scène des tympans du chœur. Mais tout semble indiquer qu'elle a été exécutée bien avant les sept autres. La technique n'est pas la même : c'est une peinture sur mortier, comme les Anges musiciens. Le style est également très différent, et, selon André Mussat, c'est manifestement celui de l'artiste qui a réalisé les Anges musiciens : « … même façon d'envelopper les silhouettes en grandes courbes liées entre elles, mêmes visages arrondis… »

### Tympans du chœur: la Passion du Christ

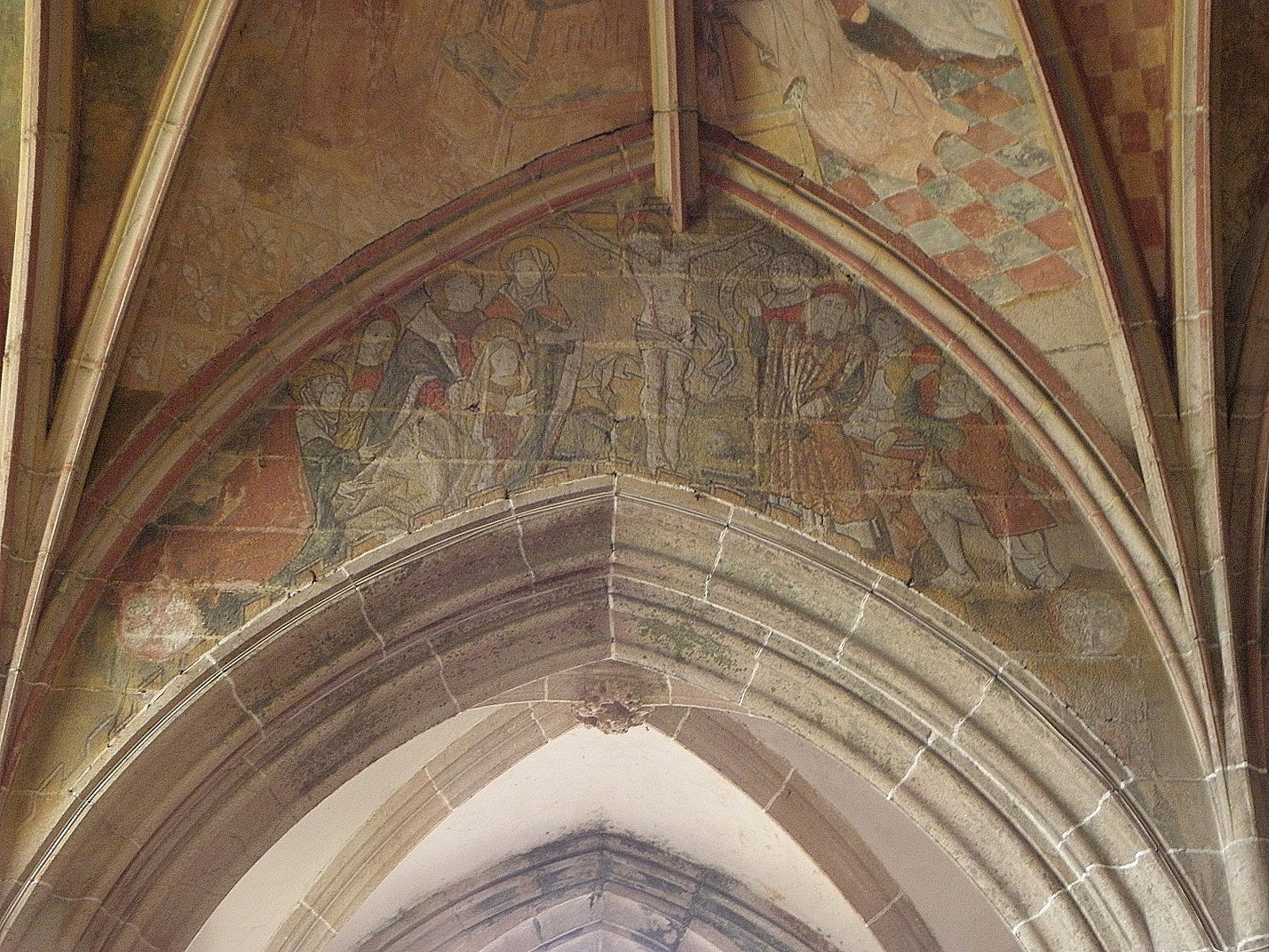
La Crucifixion. Tympan sud de la travée médiane du chœur.

Sur les sept tympans du chœur, la Passion de Jésus-Christ est représentée en sept peintures : la Cène, l'Arrestation de Jésus, le Christ aux outrages, le Portement de croix, la Crucifixion, la Mise au tombeau et la Résurrection. L'auteur n'est guère apprécié. Maurice Denis estime que ces peintures présentent « peu d'intérêt ». Lefèvre-Pontalis les juge « d'une exécution bien inférieure aux autres ». À la décharge de l'artiste, Paul Deschamps souligne qu'elles ne sont pas réalisées sur mortier comme les précédentes, mais directement sur la pierre. Cependant, note André Mussat, la facture est très différente de celle des Anges musiciens et de l'Ascension. Le dessin des drapés est plus sec, plus anguleux, et le goût pour le réalisme, pour la « narration pittoresque », est particulièrement affirmé.

### Voûte du chœur: la vie de la Vierge Marie

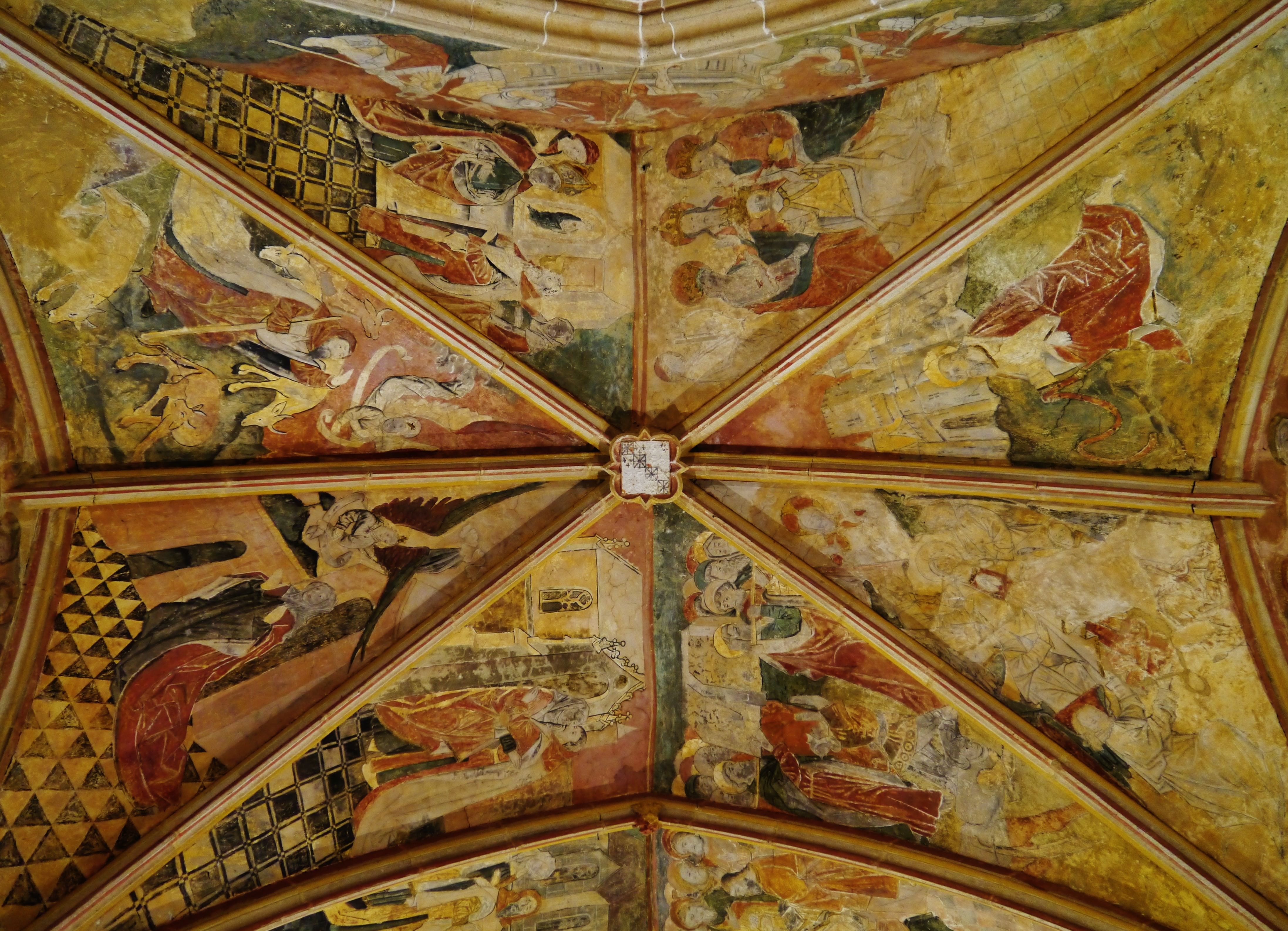
Travée ouest du chœur (l'ouest est en haut de la photographie, le nord à gauche).

À la voûte du chœur, la vie de la Vierge Marie est racontée en 24 scènes, d'après les évangiles apocryphes.
- À la moitié nord de la voûte, on voit, d'ouest en est : Joachim chassé du Temple parce qu'il n'a pas d'enfant, l'ange apparaissant à Joachim, l'ange apparaissant à sainte Anne, la rencontre à la Porte dorée, la Présentation de Marie au Temple, le Mariage de la Vierge, l'Annonciation, la Visitation, la Nativité, la Présentation de Jésus au Temple, l'Annonce aux bergers, l'Adoration des mages.
- La narration se poursuit à la moitié sud de la voûte, mais d'est en ouest : les mages devant Hérode, le massacre des Innocents, Hérode ordonnant de poursuivre Jésus, la Fuite en Égypte[85], une ville qui doit être Jérusalem[83], Jésus parmi les docteurs, l'ange annonçant à la Vierge sa mort prochaine, la Dormition, les Funérailles de la Vierge, l'Assomption, saint Thomas recevant la Sainte Ceinture, le couronnement de la Vierge[85].

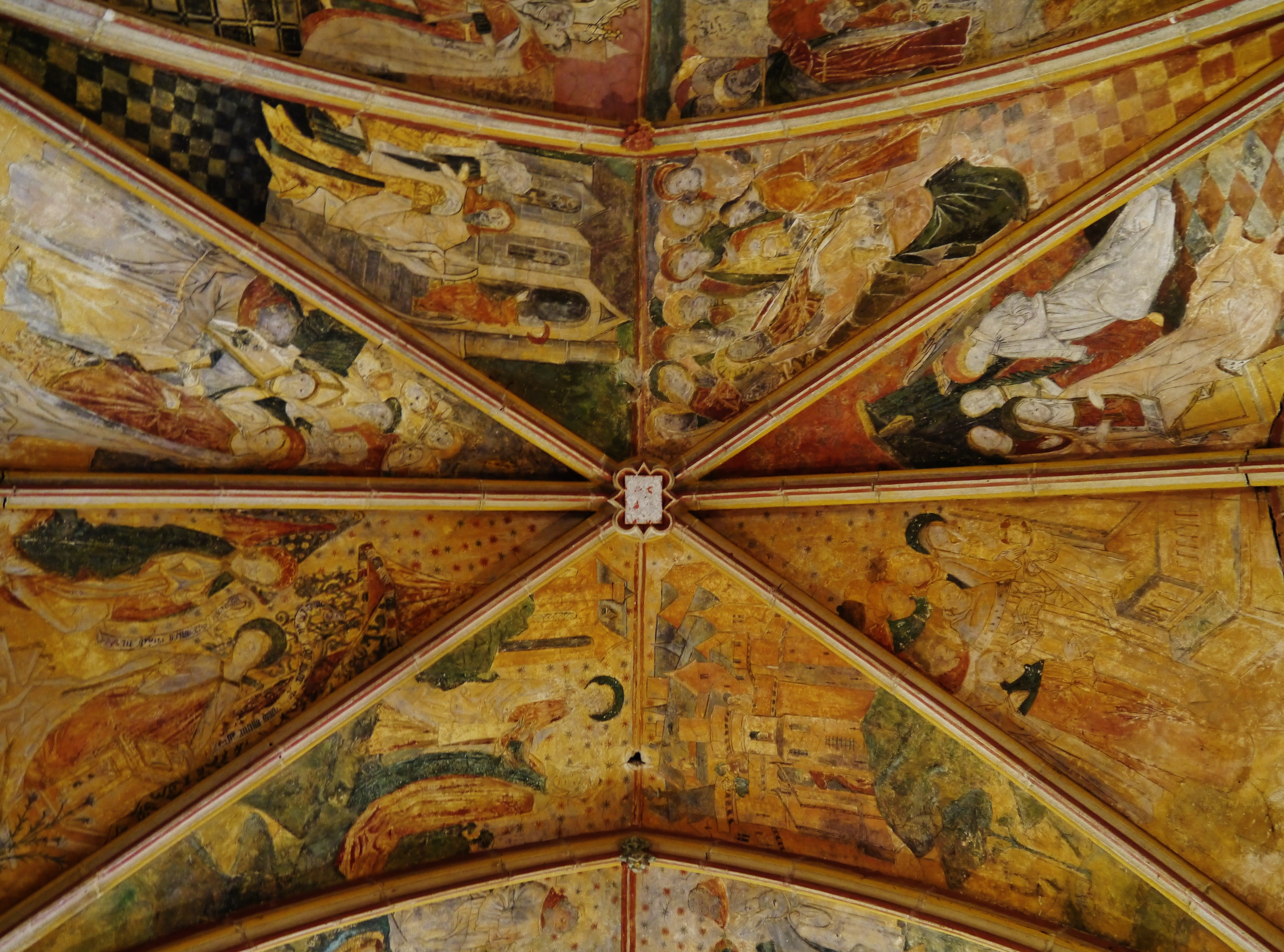
Travée médiane du chœur (l'ouest est en haut, le nord à gauche).

Maurice Denis considère l'Annonciation comme une des plus belles de ces peintures. Henri Waquet apprécie particulièrement le Mariage, l'Annonciation et les Funérailles.
Les louanges ne manquent pas pour qualifier cet ensemble, œuvre d'un inconnu que l'on rattache à l'école française, sans la moindre influence antique ni italienne,. « Effets de perspective, dit André Mussat, association du carrelage et de fonds architecturaux, finesse des traits de pinceau des figures et des vêtements, diversité enfin des mises en scène, tels sont les caractères d'un peintre très au courant de l'art de son temps. »

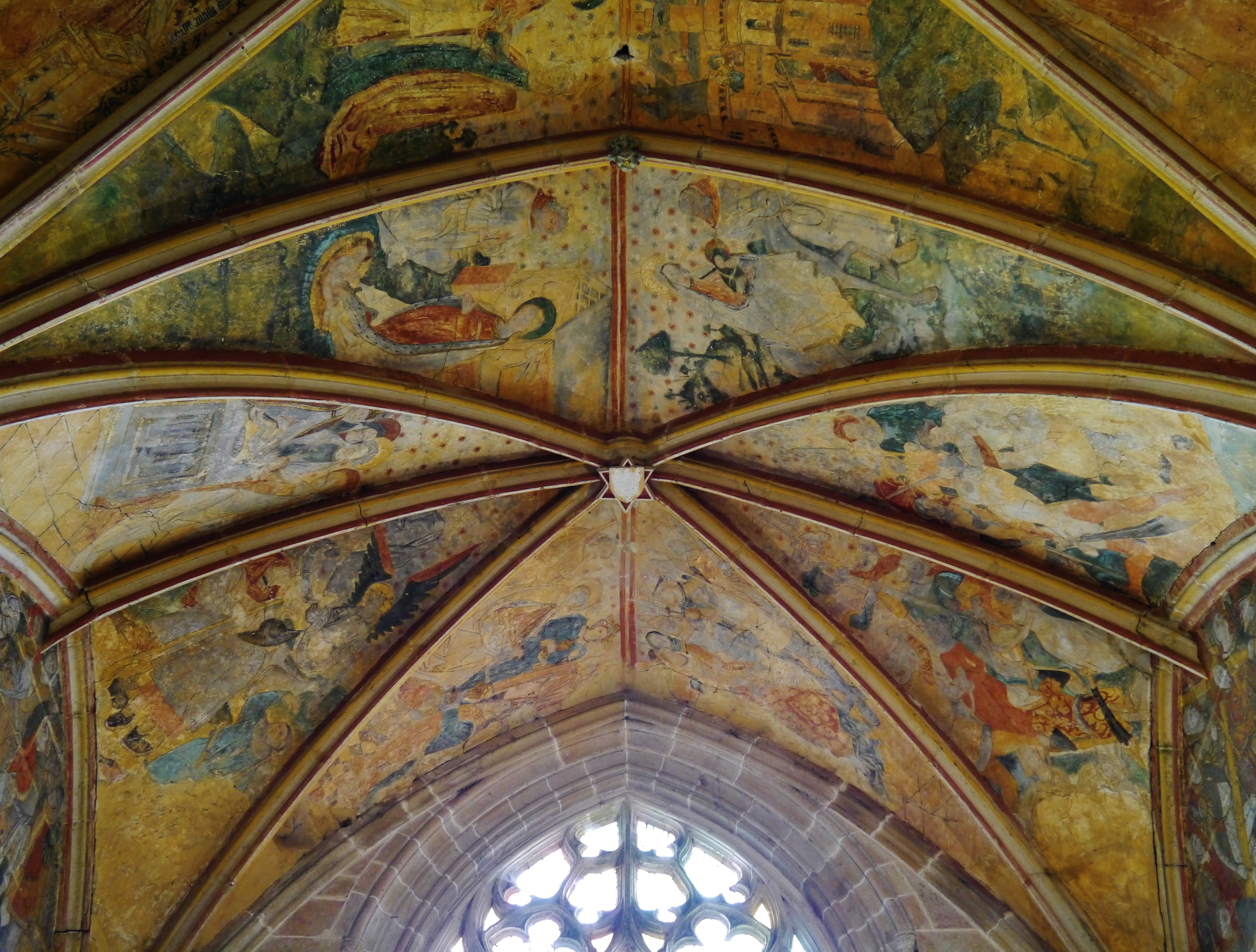
Travée est du chœur (l'ouest est en haut, le nord à gauche).

Pour Maurice Denis, le dessin est « souple, élégant, distingué, sans trop de sécheresse. » Pas d'« affectation de réalisme mesquin ». Les tons qui dominent sont un brun rouge, un vert, un jaune d'ocre, un rose…

« Les noirs sont beaux, poursuit Denis, et distribués avec un goût admirable. Ainsi dans les carrelages en damier qui remplissent les angles inférieurs des pendentifs, l'artiste de Kernascléden, par des combinaisons de noir sur un dessin géométrique, a obtenu un ornement d'une incroyable variété, et qui cependant relie étroitement les compositions entre elles. De surfaces fort difficiles à employer il a fait une base continue, une bande d'arabesques qui supporte et enrichit toute la décoration…
« Quel goût ! quelle sensibilité ! Si le peintre de Kernascléden aime le luxe des costumes et des tentures, les baldaquins de damas, les pavillons multicolores ; s'il multiplie les équipements curieux dans cette scène de carnage (le Massacre des Innocents) […] il sait mieux encore, et avec quel charme, rendre la grâce féminine, et exprimer la piété mystique. L'attrait qu'il manifeste pour l'éclat de la vie seigneuriale ne fait pas qu'il ignore les sentiments tendres. »

### Croisillon sud: le thème de la mort
Au Paradis et aux Anges musiciens du croisillon nord répondent, dans le croisillon sud, une Danse macabre et les démons de l'Enfer.

#### La Danse macabre

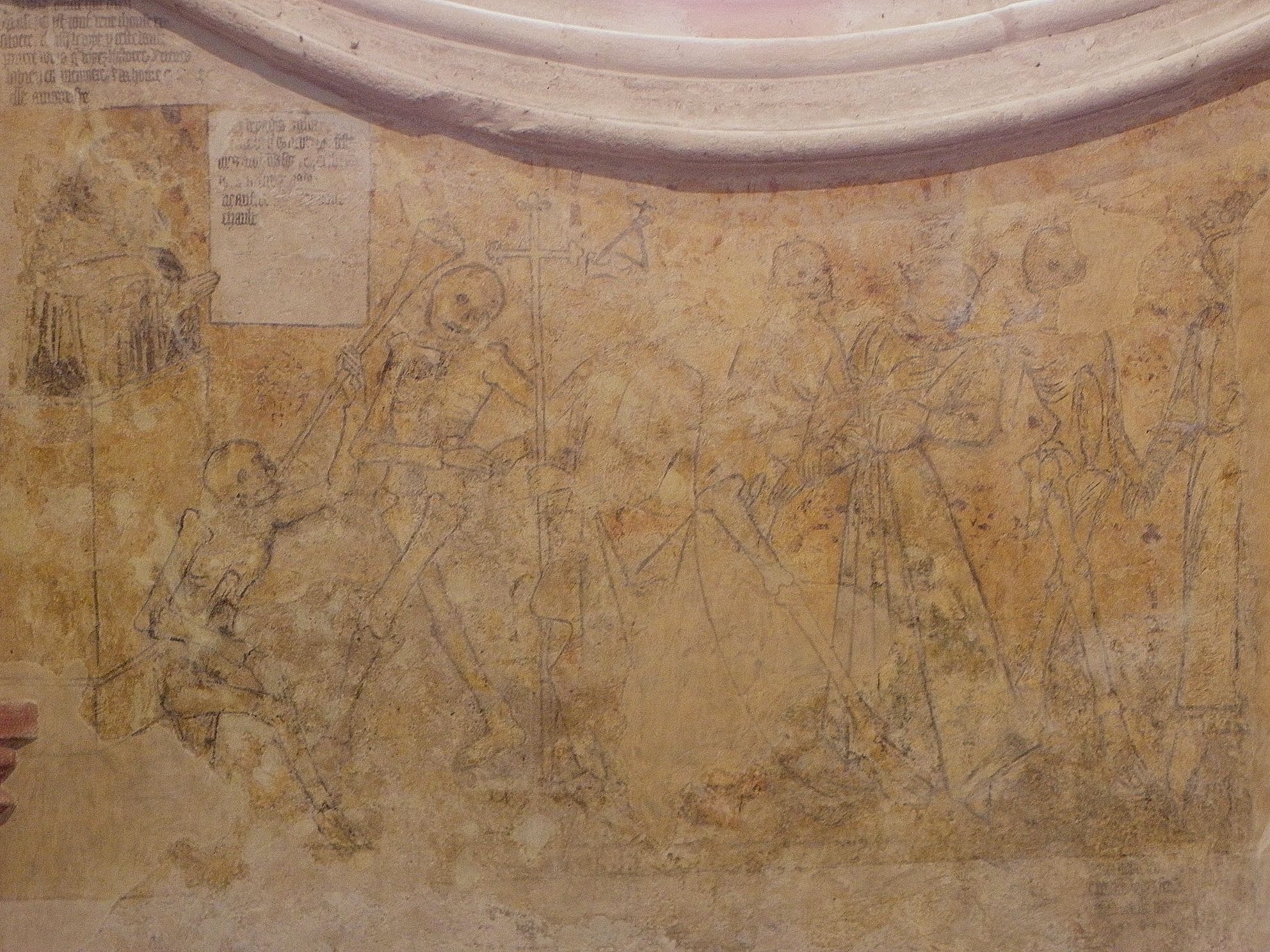
De gauche à droite : le prédicateur, deux cadavres, le pape, un cadavre, un homme couronné, un cadavre, un autre homme couronné.

Il ne reste plus que deux danses macabres en Bretagne : celle de la chapelle de Kermaria an Iskuit, en Plouha, et celle de Kernascléden, cette dernière étant nettement moins bien conservée que la première. Cependant, dit Henri Waquet, « les peintures de Kernascléden restent supérieures par les mérites de l'exécution ». De la danse macabre de Kernascléden, il ne subsiste que des fragments peu lisibles. Elle revêt le bas du mur sud du croisillon, et le bas du mur ouest.
À gauche, le premier personnage est un prédicateur dans sa chaire, surmonté d'un parchemin et en tenant un deuxième dans sa main. Sur ces parchemins il est écrit :
R[ien] n’est d’omme qui bien

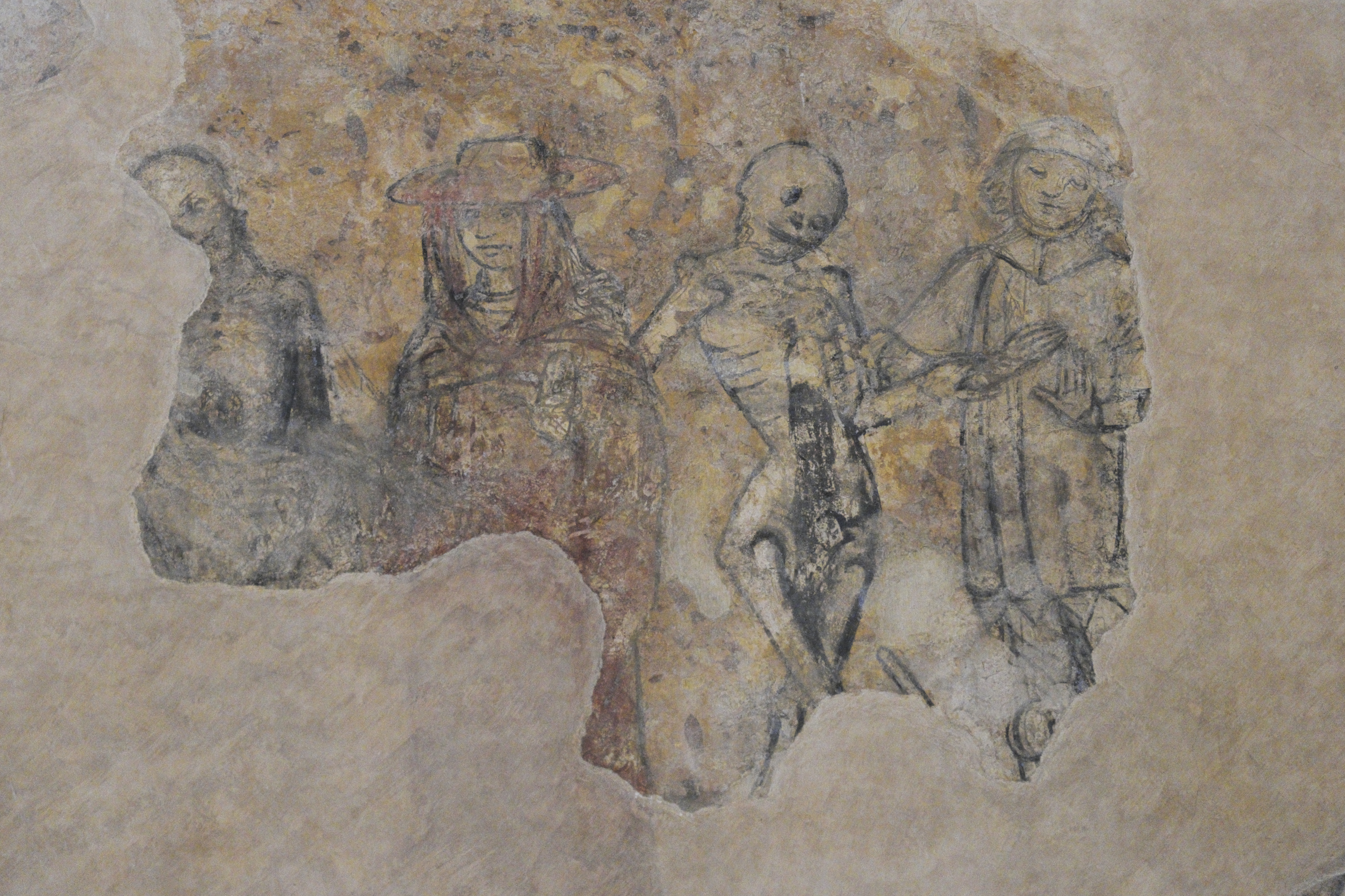
De gauche à droite : un cadavre, un cardinal, un cadavre, un connétable.

y pense. C’est tout vent, chouse tra[n]-

sitoere. Chacun le voyt par ceste dance,

pour ce vous qui voyez histoere, retenez

la bien en memoere, car hom(m)e et f[emm]e

elle amoneste.

[D’avoi]r de pa(ra)dis [la] gloi[re.]

[Heureux] est qui es cieulx [fait] feste.

Mais acuns sont [à qui] [n’en]ch[ault],

Co[mme si] ne fut [pa]radi[s]

ne anfer. [Helas, ils auront]

chault.
Au pied de la chaire, est agenouillé un cadavre décharné qui joue de la trompette. Les personnages suivants dansent, alignés. Ce sont, en alternance, un cadavre et un vivant. Il devait y avoir initialement une trentaine de danseurs. Le premier vivant est le pape. Les deuxième et troisième portent une couronne. Le quatrième est un cardinal. Puis viennent un connétable, un chanoine, un médecin, un avocat, un sergent, un usurier, etc. À droite, la mort attend avec des flèches.

#### L'Enfer

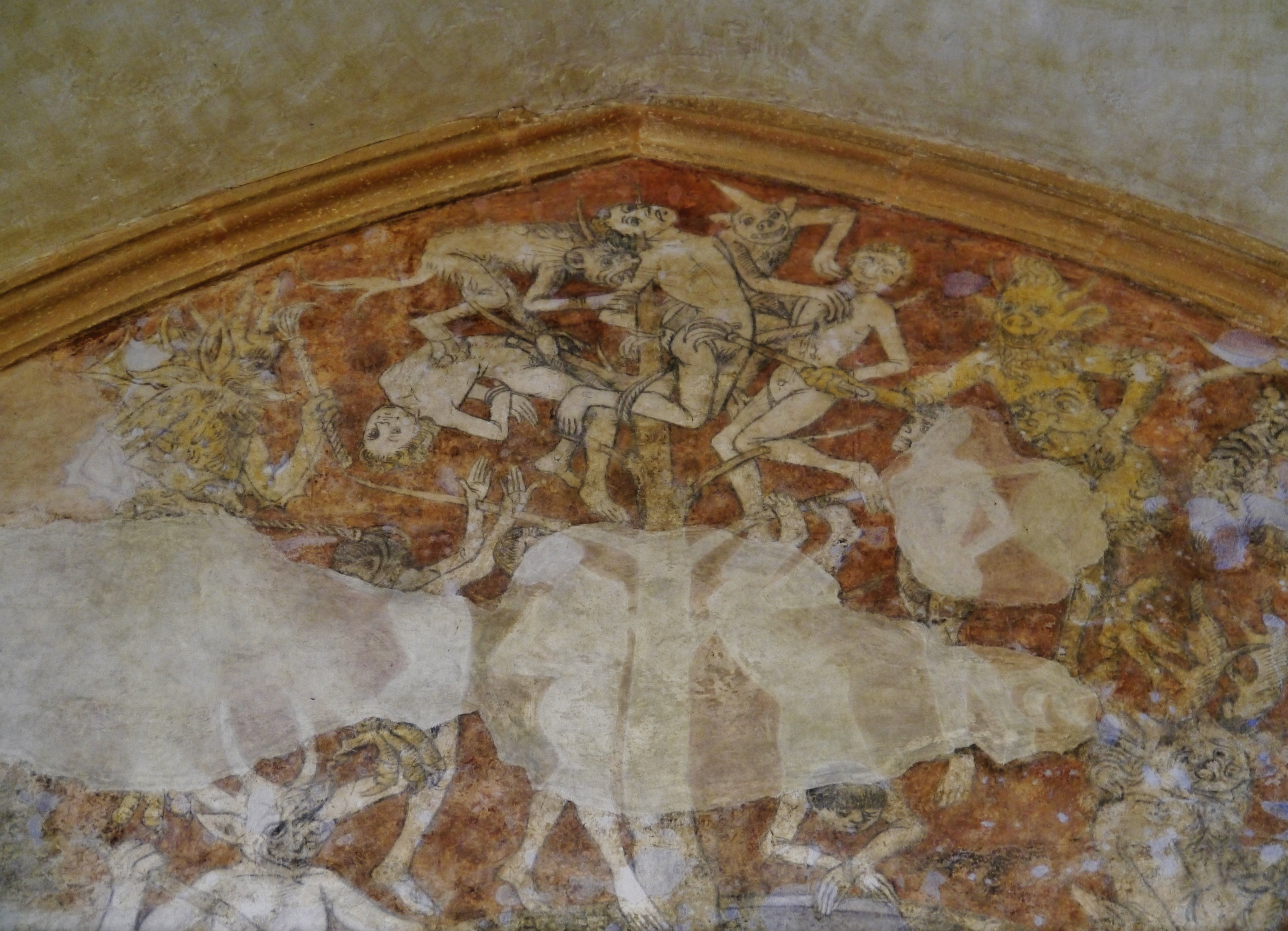
Le supplice de l'arbre sec.

Au-dessus de la danse macabre, le tympan ouest du croisillon est peint d'une représentation de l'Enfer, très détériorée elle aussi. Des démons hideux, armés de crocs, infligent d'horribles sévices aux réprouvés. À gauche, presque entièrement effacée, on distingue la forme d'une roue, destinée à élever sans répit les suppliciés pour les précipiter dans les flammes. Au centre, deux chaudrons contiennent des hommes et des femmes que des démons touillent de leurs crocs. En haut, des damnés sont transpercés par les branches d'un arbre sec, tandis que des démons les mordent, les griffent ou les lacèrent de leurs crocs. À droite, un démon fait tourner un tonneau, supplice réservé aux ivrognes.

## Comble
Un grand comble à deux versants recouvre l'ensemble de la chapelle, vaisseau central et bas-côtés. Il abrite une importante colonie de chauves-souris : on y trouve 16 des 21 espèces de Bretagne,. Elles sont filmées en permanence par une caméra thermique et il est possible de les observer en direct, sur écran, à la Maison de la chauve-souris, près de l'église.

## Légende
Les chapelles Saint-Fiacre du Faouët et Notre-Dame de Kernascléden, distantes d'une quinzaine de kilomètres seulement, furent construites à peu près à la même époque. Les deux chantiers mobilisaient un grand nombre d'ouvriers, si bien que ceux-ci manquaient d'outils. Heureusement, des anges bienveillants se rendaient d'un chantier à l'autre pour transporter par voie céleste les outils nécessaires. Quand un groupe d'ouvriers se reposait, l'autre groupe pouvait travailler. Roger Grand interprète ainsi la légende : « Ce qui veut dire, sous une forme imagée, que les mêmes équipes d'ouvriers concoururent à cette double construction, allant d'un chantier à l'autre, selon les besoins ou les ressources. »